# Grand Prix automobile de Grande-Bretagne 2016
Vous lisez un « article de qualité » labellisé en 2016.
GP précédent GP suivant
Le Grand Prix automobile de Grande-Bretagne 2016 (2016 Formula 1 British Grand Prix), disputé le 10 juillet 2016 sur le circuit de Silverstone, est la 945e épreuve du championnat du monde de Formule 1 courue depuis 1950, à l'endroit où s'était disputée aussi la première d'entre-elles. Il s'agit de la soixante-septième édition du Grand Prix de Grande-Bretagne comptant pour le championnat du monde de Formule 1, la cinquantième disputée sur le circuit de Silverstone, et la dixième manche du championnat 2016.
Après avoir vu sa première tentative lors de la dernière phase qualificative annulée pour être sorti des limites de la piste, Lewis Hamilton ressort des stands chaussé de pneus neufs et joue son va-tout ; il obtient ainsi la cinquante-cinquième pole position de sa carrière, sa sixième de la saison. La première ligne est encore aux couleurs Mercedes avec Nico Rosberg, à trois dixièmes de seconde de son coéquipier. La deuxième ligne est occupée par les Red Bull Racing, Max Verstappen devant Daniel Ricciardo et la troisième par Kimi Räikkönen et Valtteri Bottas alors que Sebastian Vettel, pénalisé d'un recul de cinq places sur la grille pour un changement de boîte de vitesses, s'élance onzième. 
La course, démarrée derrière la voiture de sécurité sur piste mouillée, est entièrement dominée par le triple champion du monde britannique qui remporte sa quarante-septième victoire au terme des cinquante-deux tours. Ce quatrième succès de la saison lui permet de réduire son retard sur Rosberg au classement des pilotes à un point. Rosberg, dépassé au seizième tour 
par Verstappen qui l'attaque par l'extérieur à la sortie du virage Chapel, reprend la deuxième place par le jeu des arrêts au stand puis la perd sur tapis vert, pénalisé de dix secondes par les commissaires de course pour avoir reçu par radio des consignes proscrites. Ricciardo se classe quatrième, à vingt-six secondes du vainqueur, tandis que, plus loin, Räikkönen prend le meilleur sur Sergio Pérez pour le gain de la cinquième place. Suivent Nico Hülkenberg, Carlos Sainz Jr., Sebastian Vettel, pénalisé de cinq secondes pour avoir poussé Felipe Massa hors des limites de la piste, et Daniil Kvyat. Les dix pilotes dans les points terminent dans le même tour que Lewis Hamilton.
Nico Rosberg, avec 168 points, conserve la tête du championnat devant Hamilton (167 points), Kimi Räikkönen (106 points) et Ricciardo (100 points). Sebastian Vettel (98 points) perd une place et devance Max Verstappen (90 points) ; suivent Bottas (54 points), Pérez (47 points) et Massa (38 points). Mercedes, avec 335 points, mène le championnat devant Ferrari (204 points) et Red Bull Racing (198 points) ; suivent Williams (92 points) et Force India (73 points) qui précèdent Scuderia Toro Rosso (41 points), McLaren (32 points), Haas (28 points), Renault (6 points) et Manor (1 point).

## Contexte avant le Grand Prix

### Situation du championnat du monde
À l'approche du Grand Prix de Grande-Bretagne, le pilote Mercedes Nico Rosberg, vainqueur de cinq des neuf Grands Prix déjà disputés, mène le championnat du monde des pilotes avec 153 points. Son équipier Lewis Hamilton, qui a remporté trois courses, a inscrit 142 points ; les pilotes Ferrari, Sebastian Vettel et Kimi Räikkönen, ont chacun 98 points.
Chez les constructeurs, à l'issue du Grand Prix d'Autriche disputée la semaine précédente, Mercedes Grand Prix occupe la première place avec 295 points, suivie par Ferrari (192 points) ; Red Bull Racing est troisième avec 168 points.

### Situation des pilotes

#### Kimi Räikkönen prolonge avec Ferrari jusqu'en 2017
À l'issue du Grand Prix d'Autriche, la Scuderia Ferrari annonce qu'elle va prendre, d'ici la fin du mois de juillet, sa décision concernant la reconduction de Kimi Räikkönen aux côtés de Sebastian Vettel. Le Finlandais, dont le contrat s'achève en fin de saison, est en concurrence avec Sergio Pérez, Daniel Ricciardo et Valtteri Bottas pour épauler le quadruple champion du monde.
Cependant, en marge du Grand Prix de Grande-Bretagne, l'écurie italienne, qui avait conditionné son maintien dans l'écurie à l'obtention de résultats satisfaisants, prolonge d'une saison le contrat la liant au pilote finlandais qui dispute son centième Grand Prix pour cette équipe. Les négociations, qui n'ont duré qu'une journée, ont eu lieu entre les responsables de Ferrari et Räikkönen, qui n'a pas sollicité l'aide de son manager Steve Robertson,. Vettel aurait fait pression sur Ferrari pour conserver Räikkönen avec qui il est en très bons termes.
Le Finlandais répète qu'il souhaite terminer sa carrière en Formule 1 chez Ferrari : « Je l'ai toujours dit, il y a près de dix ans, que ma dernière équipe serait Ferrari et c'est toujours le cas. Ce qui va se passer à l'avenir, je ne sais pas. Le temps nous le dira mais je ne fais habituellement pas de projets sur un futur très lointain. Les choses changent très rapidement dans la vie, j'espère que je resterai en bonne santé et nous verrons ce qui va se passer dans le futur. Je n'ai pas vraiment beaucoup réfléchi à cela mais je suis sûr qu'il y a beaucoup de belles choses à faire ».

#### Couac autour de la reconduction du contrat de Sergio Pérez chez Force India

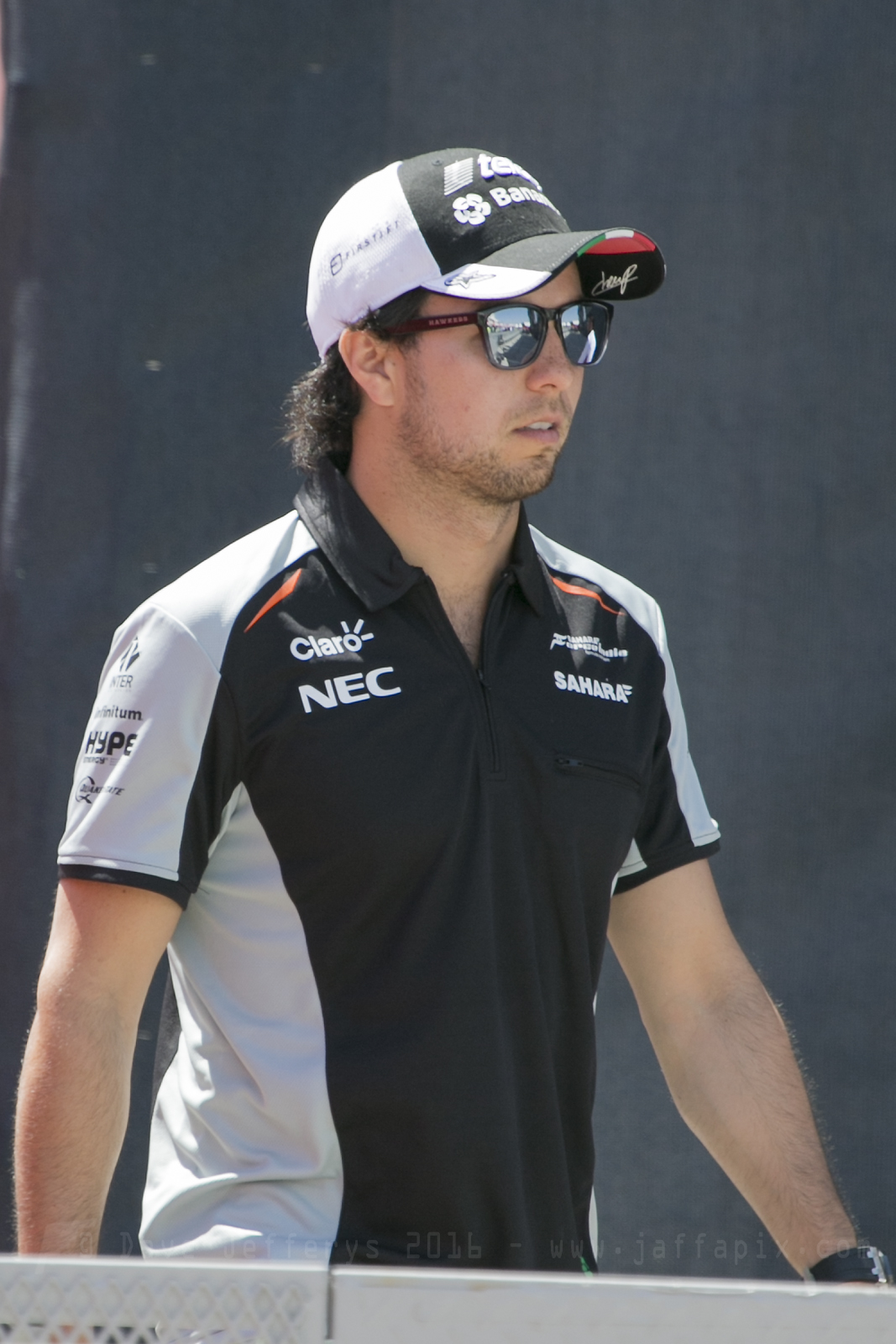
Sergio Pérez, un temps pressenti pour piloter chez Ferrari en 2017, entretient le doute quant à son avenir en Formule 1.

Vijay Mallya, le propriétaire de Force India, révèle que Sergio Pérez, pressenti pour rejoindre la Scuderia Ferrari en 2017, a signé une prolongation de son contrat avec l'écurie indienne « il y a plusieurs semaines », tout comme son équipier Nico Hülkenberg. Mallya, qui aligne ces pilotes depuis 2014, est heureux de les conserver : « C'est un bon duo, les deux sont excellents. Je n'ai jamais cru aux pilotes payants avec qui les capacités et le talent sont compromis ». Cette reconduction de contrat montre que les rumeurs liant Pérez à Ferrari étaient fausses et entretenues par son entourage : « Il a un manager malin, Julian Jacoby. Je pense que c'est le boulot d'un manager de pousser les gens à faire des suppositions pour renforcer sa valeur sur le marché ou autre chose. Ce n'est pas à moi de commenter ça mais en ce qui concerne l'équipe, je peux confirmer qu'il a signé »,.
Si Pérez dément finalement avoir été en contact avec l'écurie italienne, il ne confirme pas avoir prolongé avec Force India d'autant qu'il semble lassé de courir en milieu de grille depuis le début de sa carrière en Formule 1 : « Je n'ai pas encore pris ma décision pour mon avenir. Je veux prendre un peu de temps et réfléchir à ce sujet durant la pause estivale. […] Je ne suis pas en train de dire que ce que Vijay a dit est faux mais je n'ai pas encore pris ma décision. […] Je ne suis plus jeune, j'ai 26 ans et les prochaines années sont les meilleures dans ma carrière et je veux être sûr de bien les passer. Il y a beaucoup de facteurs qui ne dépendent pas du pilote. La pire chose à faire est de s'inquiéter au sujet des baquets qui sont disponibles ou non ».

### Situation des écuries

#### Nouvelle crise chez Mercedes
Après l'accrochage entre Lewis Hamilton et Nico Rosberg dans le dernier tour du Grand Prix d'Autriche, le troisième de la saison, Mercedes Grand Prix, qui doit gérer une crise interne entre ses pilotes, menace de recourir aux consignes d'équipe si un nouvel incident venait à se produire. Toto Wolff, frustré d'avoir vu s'échapper le doublé, déclare : « Pouvez-vous imaginer deux Mercedes qui abandonnent au deuxième virage ? Nous aurions l'air d'une bande d'idiots et ce serait un manque de respect envers les centaines de personnes qui préparent les voitures. On dirait que parler ne sert à rien donc il faut penser à toutes les solutions, possiblement les peu populaires consignes d'équipe. Nous allons en discuter car c'est peut-être la seule façon de gérer la situation. Je déteste les consignes d'équipes, nous devons aux fans de les laisser faire la course mais si ça se finit en accrochage à chaque fois, ce n'est pas ce que nous voulons »,.
Alors que sont notamment évoquées les possibilités de recourir à l'avenir à des retenues sur salaire voire à des suspensions de course, l'écurie allemande décide de laisser ses pilotes se battre librement en course mais aussi de leur adresser un ultime avertissement. Mercedes durcit les règles internes à l'écurie, notamment en leur rappelant que des instructions peuvent être données pour éviter de perdre des points au championnat du monde des constructeurs. Wolff confirme qu'il se réserve le droit de suspendre un de ses pilotes en cas de nouveau problème : « Nos discussions ont été très bonnes et personne ne veut plus se retrouver dans ce scénario. Il est clair pour nos deux pilotes que nous traversons une période difficile où nous perdons des points quand les voitures rentrent en collision. Ils l'ont reconnu. Il y a eu une accumulation d'incidents qui nous ont logiquement mené à nous plaindre. […] Nous ne voulons plus passer nos journées à analyser qui est en tort et à quel point. Nous ne voulons pas non plus des marionnettes en piste mais nous ne souhaitons plus voir trois incidents en l'espace de cinq courses. Cela mettrait en péril notre objectif principal, le championnat »,.

#### Restructuration de la direction de Renault F1 Team
Quelques jours avant la manche britannique, Jérôme Stoll, le président de Renault F1 Team (qui évolue en fond de grille depuis le rachat de Lotus F1 Team peu avant le début de saison) annonce que Frédéric Vasseur, le directeur de la compétition de Renault Sport, est promu au poste de directeur d'écurie. Stoll définit dans un communiqué les nouvelles compétences de Vasseur : « Frédéric Vasseur devient le directeur de l'équipe de Formule 1 et sera le responsable de la performance et des résultats. Il partagera son temps entre la saison de Formule 1 sur toutes les courses, les opérations en piste et la gestion au jour le jour des activités à Viry-Châtillon pour le moteur et les activités dédiées aux clients ». Par ailleurs, Cyril Abiteboul, le directeur général de l'écurie, voit ses fonctions concentrées sur l'usine d'Enstone, où sont produits les composants du châssis : « Dans notre structure de direction, Cyril Abiteboul va conserver son rôle de directeur général de Renault Sport Racing mais va aussi se concentrer sur les progrès nécessaires à Enstone ainsi que sur l'alignement des deux sites de Viry et Enstone. La conséquence est qu'il va partir au Royaume-Uni dans un futur très proche. La structure de direction de RSR a également été complétée avec plusieurs fonctions communes à Viry et Enstone, les finances, le département légal, les ressources humaines, le marketing et la communication, et les affaires, et ils reporteront à Cyril et plus à [Stoll] »,.
Nick Chester, le directeur technique de Renault F1 Team, confie que les ressources sont désormais tournées vers le châssis et le moteur alignés en 2017 même si l'écurie tente de faire de son mieux cette saison : « La majorité de notre travail se concentre maintenant sur 2017. Nous en sommes à l’étape où il faut définir le châssis, étudier le refroidissement et les configurations de suspension mais aussi développer la carrosserie en soufflerie. Nous avons fortement basculé sur 2017 pour y travailler pleinement en tant qu'équipe avec nos collègues travaillant sur le groupe propulseur. Il y a beaucoup de travail sur le packaging des deux sites. C'est vraiment intéressant tant les possibilités sont nombreuses sur l'installation du groupe propulseur au sein du châssis ou encore sur comment extraire le meilleur des deux pour obtenir une bonne voiture ».
L'écurie française, qui observe une année de transition, maintient son programme de retour à la compétitivité en se fixant pour objectif de terminer à la cinquième place du championnat des constructeurs en 2017, viser régulièrement les podiums en 2018 et se battre pour le titre de champion du monde à l'horizon 2020. Renault prévoit de recruter cent personnes au département châssis à Enstone et trente au département moteur à Viry-Châtillon.

#### Red Bull et Aston Martin présentent la Valkyrie
Trois mois après la signature d'un partenariat technique entre Red Bull Racing et Aston Martin, les deux constructeurs dévoilent les dessins de la supercar construite par l'ingénieur Adrian Newey, directeur technique de l'écurie autrichienne, Marek Reichman et David King, ingénieurs du constructeur britannique. L'AM-RB 001 (Valkyrie), d'une masse de 1 000 kilogrammes, développe une puissance d'un cheval par kg et est propulsé par un moteur V12 en position centrale arrière afin de se donner les moyens de devenir la voiture de route la plus puissante jamais construite. Les deux partenaires annoncent une production entre 99 et 150 exemplaires, dont vingt-cinq homologués en catégorie LMP1, et une commercialisation d'ici 2018,,.
Newey, qui a présidé au projet, s'est inspiré de l'aérodynamisme des monoplaces de Formule 1 pour l'élaboration de cette voiture : « J'ai longtemps rêvé de dessiner une voiture de route et Red Bull Technology m'a permis de réaliser ce rêve en collaboration avec un grand constructeur. Je suis ravi de l'avoir fait avec Aston Martin qui était au top de ma liste. Cette voiture est une vraie voiture de route mais capable de performances extrêmes sur la piste ». De son côté, Andy Palmer, le P-DG d'Aston Martin, annonce qu'il est prévu d'intégrer des éléments de l'AM-RB 001 aux prochains véhicules entrée de gamme de la firme britannique, et de concevoir d'autres voitures avec Red Bull,,.

### Pneus disponibles
| Pneus pour piste sèche | Pneus pour piste sèche | Pneus pour piste sèche | Pneus pluie    | Pneus pluie |
| ---------------------- | ---------------------- | ---------------------- | -------------- | ----------- |
| Tendres                | Medium                 | Durs                   | Intermédiaires | Pluie       |

Début mai, Pirelli annonce ses choix de gommes pour le Grand Prix de Grande-Bretagne 2016. Le manufacturier italien met à disposition des pilotes les pneus durs, medium et tendres, les trois types les plus durs de la gamme, comme au Grand Prix d'Espagne 2016. Chaque pilote doit garder un train de pneus tendres pour la Q3 et un train de pneus durs et un de medium pour la course.
Peu avant le Grand Prix, Pirelli révèle les sélections de pneus effectuées par les pilotes qui peuvent choisir dix trains en plus de ceux imposés par le manufacturier italien. Chacun d'entre eux ne prend qu'un à deux trains de gommes dures, trois à cinq trains de pneus médiums et sept à huit trains de gommes tendres. Force India se distingue de ses rivaux en sélectionnant trois trains de gommes dures et six de gommes tendres contre neuf pour Sauber. Romain Grosjean et Esteban Gutiérrez (Haas) sont les seuls équipiers à adopter des choix différents.

### Dernières évolutions des monoplaces
Plusieurs écuries ont apporté des modifications à leurs monoplaces en vue de l'épreuve britannique.
Mercedes Grand Prix, en tête du championnat du monde, continue le développement de sa W07 Hybrid en l'équipant d'un nouvel aileron arrière qui dispose des mêmes ouïes que celui de la Toro Rosso STR11. Quatre stries sont également ajoutées sur la surface externe des plaques d'extrémité de cet aileron afin de créer un courant thermique dynamique. Ces plaques sont associées à un plan principal et une ailette supérieure (découpée dans sa section extérieure) plus larges afin d'améliorer l'appui tout en réduisant la traînée. La W07 hybrid passe de six à cinq éléments verticaux au niveau de ses bargeboards et n'a plus le sabot qui s'étendait jusqu'à l'avant du fond plat, ce qui a pour conséquence de rediriger le flux d'air passant autour des pontons. Enfin, le refroidisseur de l'ERS ayant été changé, la forme du carénage qui le recouvre est modifiée et son appendice, connecté au diffuseur, est déplacé afin d'améliorer le système de refroidissement,.
La Scuderia Ferrari affine l'aileron avant de sa Ferrari SF16-H en apposant une courbe convexe au bord de fuite de ses dérives latérales désormais orientées vers l'extérieur. L'ouverture à la base de la dérive latérale est également plus importante. L'objectif recherché est d'améliorer l'aérodynamisme de la monoplace au niveau des roues avant. La SF16-H arbore également sous son châssis deux aubes de déviation, fortement incurvées, destinées à accélérer et à reformer le flux d'air arrivant depuis les déflecteurs et qui passe sous la voiture. Pour ce faire, l'aube est courbée à sa base et son bord de fuite est biseauté. Cette solution est partiellement inspirée de la Red Bull RB12,.
En milieu de grille, McLaren modifie légèrement la strie verticale et le fond plat de sa MP4-31 au niveau des roues arrière pour influencer l'impact du mouvement latéral du flux d'air vers le diffuseur au moment de la déformation du pneu. Concernant le moteur, Honda fait évoluer le système d'admission du moteur thermique, son point faible, afin d'en améliorer la combustion. Cette modification est censée permettre d'utiliser moins de gaz pour alimenter le turbocompresseur, déjà modifié au précédent Grand Prix. Ainsi, Fernando Alonso est contraint d'utiliser un nouveau moteur, le quatrième de la saison, à Silverstone.
Sauber et Haas F1 Team bénéficient, à compter du Grand Prix de Grande-Bretagne, des évolutions apportées au moteur Ferrari au Grand Prix du Canada, depuis lequel l'écurie d'usine profite de cette avancée. Si l'écurie suisse doit tester un nouvel aileron arrière lors des essais libres, Haas ne fait pas évoluer sa VF-16, alors que le circuit de Silverstone est réputé être très exigeant pour le châssis.

## Essais libres

### Première séance, le vendredi de 10 h à 11 h 30
| Pos. | Pilote           | Voiture              | Chrono         | Écart     |
| ---- | ---------------- | -------------------- | -------------- | --------- |
| 1    | Lewis Hamilton   | Mercedes             | 1 min 31 s 654 |           |
| 2    | Nico Rosberg     | Mercedes             | 1 min 31 s 687 | + 0 s 033 |
| 3    | Nico Hülkenberg  | Force India-Mercedes | 1 min 32 s 492 | + 0 s 838 |
| 4    | Sebastian Vettel | Ferrari              | 1 min 32 s 501 | + 0 s 847 |
| 5    | Daniel Ricciardo | Red Bull-TAG Heuer   | 1 min 32 s 773 | + 1 s 119 |
| 6    | Kimi Räikkönen   | Ferrari              | 1 min 33 s 039 | + 1 s 385 |

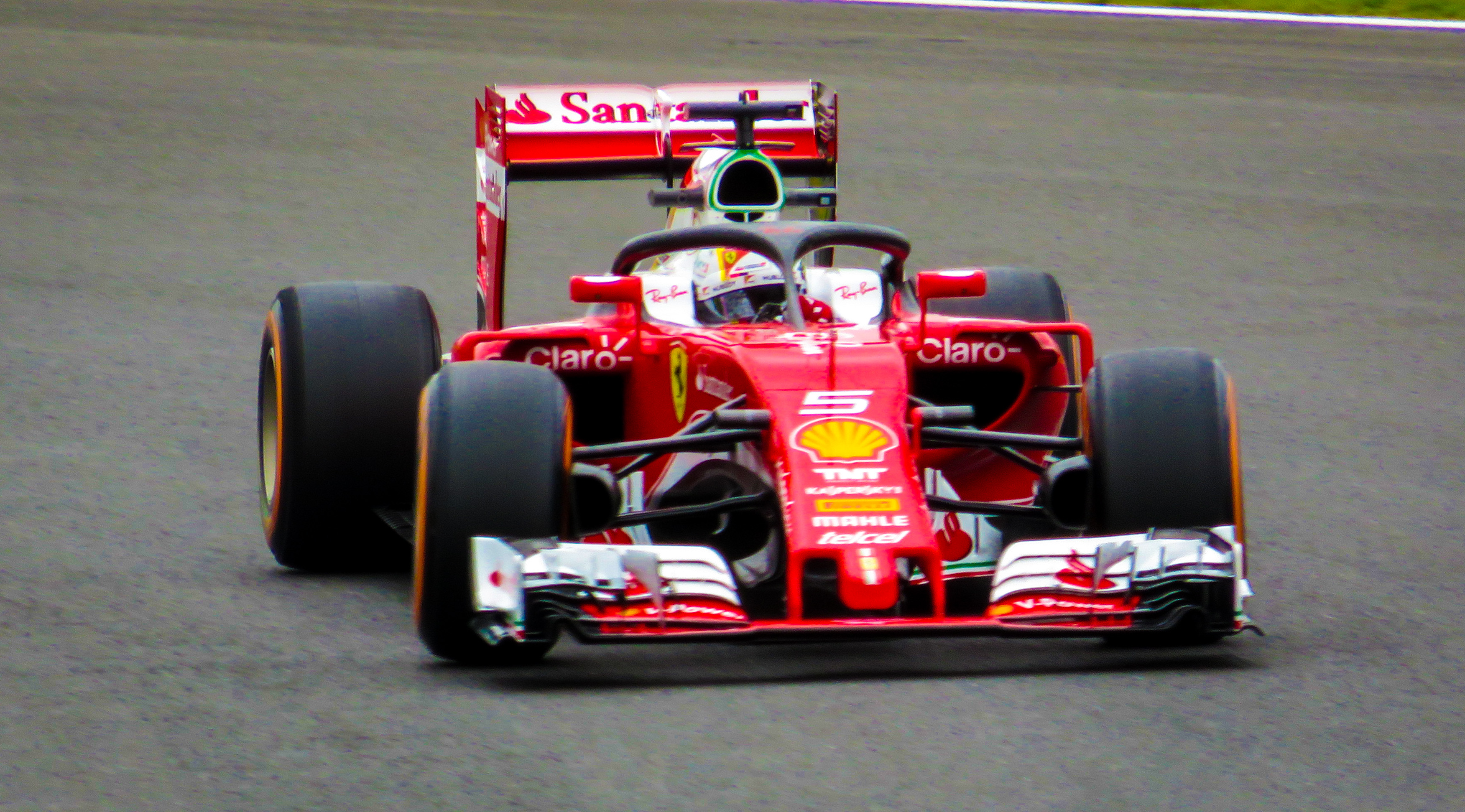
Sebastian Vettel effectue un tour d'installation avec la nouvelle version du Halo.

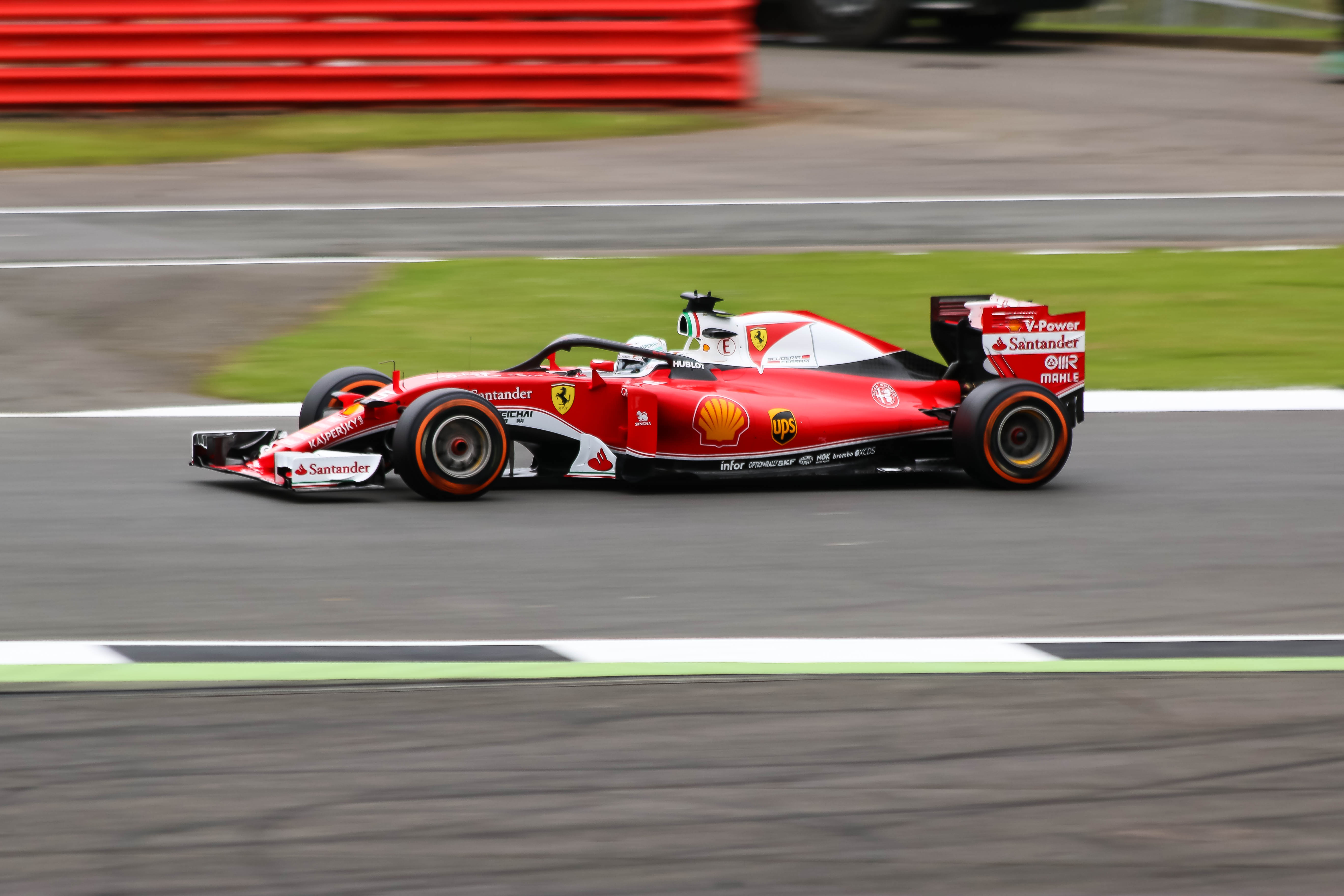
Vue du profil d'une Ferrari SF16-H équipée du Halo.

Le ciel est menaçant sur Silverstone au départ de la première séance d'essais libres, la température ambiante est de 16 °C et la piste est à 20 °C. La principale animation du début de session est l'apparition de la nouvelle version du « Halo » sur la Ferrari SF16-H de Sebastian Vettel, déjà entrevue en Autriche la semaine passée. L'Allemand effectue un tour d'installation avec ce dispositif de sécurité avant de rentrer aux stands où ses mécaniciens le démontent pour le reste de la matinée. Le temps de référence est signé par Daniel Ricciardo, sur Red Bull RB12, en 1 min 37 s 297 puis en 1 min 36 s 043, avant d'être battu par son équipier, Max Verstappen, en 1 min 35 s 195,,.
Au bout d'une vingtaine de minutes, les temps s'améliorent, d'abord avec Romain Grosjean (1 min 35 s 098). À ce moment, Mercedes Grand Prix envoie ses pilotes en piste, équipés de pneus medium. La Mercedes AMG F1 W07 Hybrid, pourvue d'un nouvel aileron arrière, se montre très supérieure à la concurrence puisque Nico Rosberg tourne en 1 min 33 s 484 tandis que Lewis Hamilton améliore ce temps de plus d'un dixième. Kimi Räikkönen, auteur du troisième temps au tiers de la séance, rend plus de deux secondes aux pilotes de l'écurie allemande. Le novice Monégasque Charles Leclerc, qui remplace Esteban Gutiérrez chez Haas lors de cette séance, part alors en tête-à-queue. Le Finlandais est délogé de sa position par la McLaren MP4-31 de Fernando Alonso, à 1,5 seconde de Rosberg (alors en 1 min 32 s 645), son équipier étant plus rapide de deux dixièmes de seconde,,.
Tous les pilotes rentrent aux stands avant la mi-séance pour changer de pneumatiques et les pilotes Mercedes sont les premiers à reprendre la piste. À quarante minutes du drapeau à damier, Rosberg améliore nettement ses performances, en 1 min 31 s 687, mais il est battu, pour trente-trois millièmes de seconde, par Hamilton qui améliore de six dixièmes de seconde le temps de la pole position de l'édition précédente du Grand Prix. Alonso se rapproche à moins de 2 secondes des Mercedes. Au bout d'une heure, Vettel chausse les pneus tendres et n'est plus qu'à huit dixièmes de seconde de la tête. Pour autant, il perd cette troisième place quelques instants plus tard au profit de Nico Hülkenberg, en 1 min 32 s 492. À ce moment, Marcus Ericsson entame seulement sa séance, sa Sauber C35 étant jusque-là immobilisée pour un problème technique. Le meilleur temps n'est plus amélioré car les écuries se concentrent sur les longs relais. En fin de séance, Hamilton sort de la piste au virage no 9 alors que Rosberg se plaint d'un problème de déploiement d'énergie avec son unité de puissance. De son côté, Vettel s'inquiète pour sa boîte de vitesses lors de son tour de décélération,,.
- Esteban Ocon, pilote-essayeur chez Renault F1 Team, remplace Kevin Magnussen lors de cette séance d'essais.
- Charles Leclerc, pilote-essayeur chez Haas F1 Team, remplace Esteban Gutiérrez lors de cette séance d'essais.

### Deuxième séance, le vendredi de 14 h à 15 h 30
| Pos. | Pilote           | Voiture            | Chrono         | Écart     |
| ---- | ---------------- | ------------------ | -------------- | --------- |
| 1    | Lewis Hamilton   | Mercedes           | 1 min 31 s 660 |           |
| 2    | Daniel Ricciardo | Red Bull-TAG Heuer | 1 min 32 s 051 | + 0 s 391 |
| 3    | Max Verstappen   | Red Bull-TAG Heuer | 1 min 32 s 286 | + 0 s 626 |
| 4    | Sebastian Vettel | Ferrari            | 1 min 32 s 570 | + 0 s 910 |
| 5    | Kimi Räikkönen   | Ferrari            | 1 min 32 s 736 | + 1 s 076 |
| 6    | Fernando Alonso  | McLaren-Honda      | 1 min 33 s 040 | + 1 s 380 |

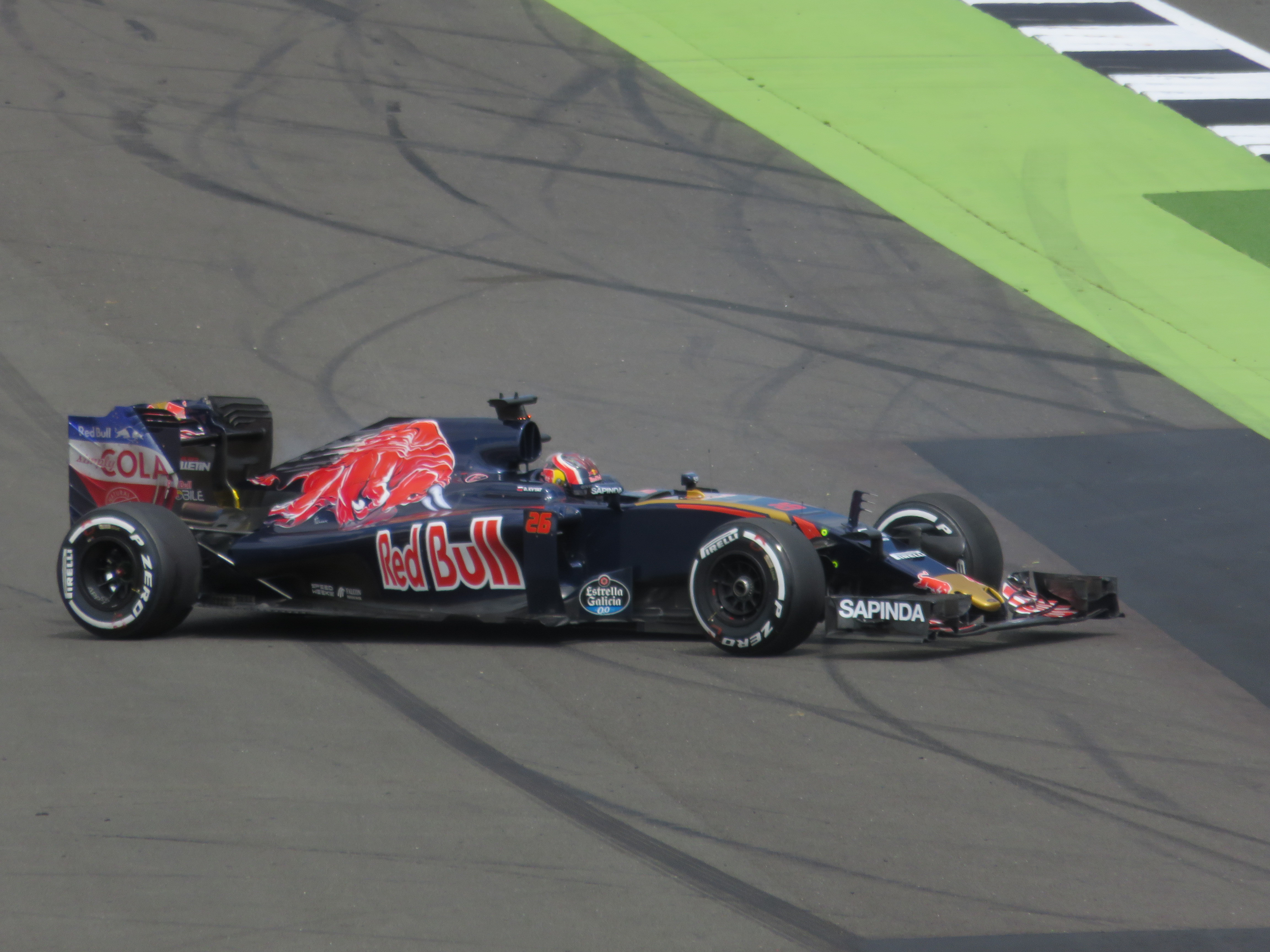
Daniil Kvyat en tête-à-queue lors des essais libres du Grand Prix de Grande-Bretagne 2016.

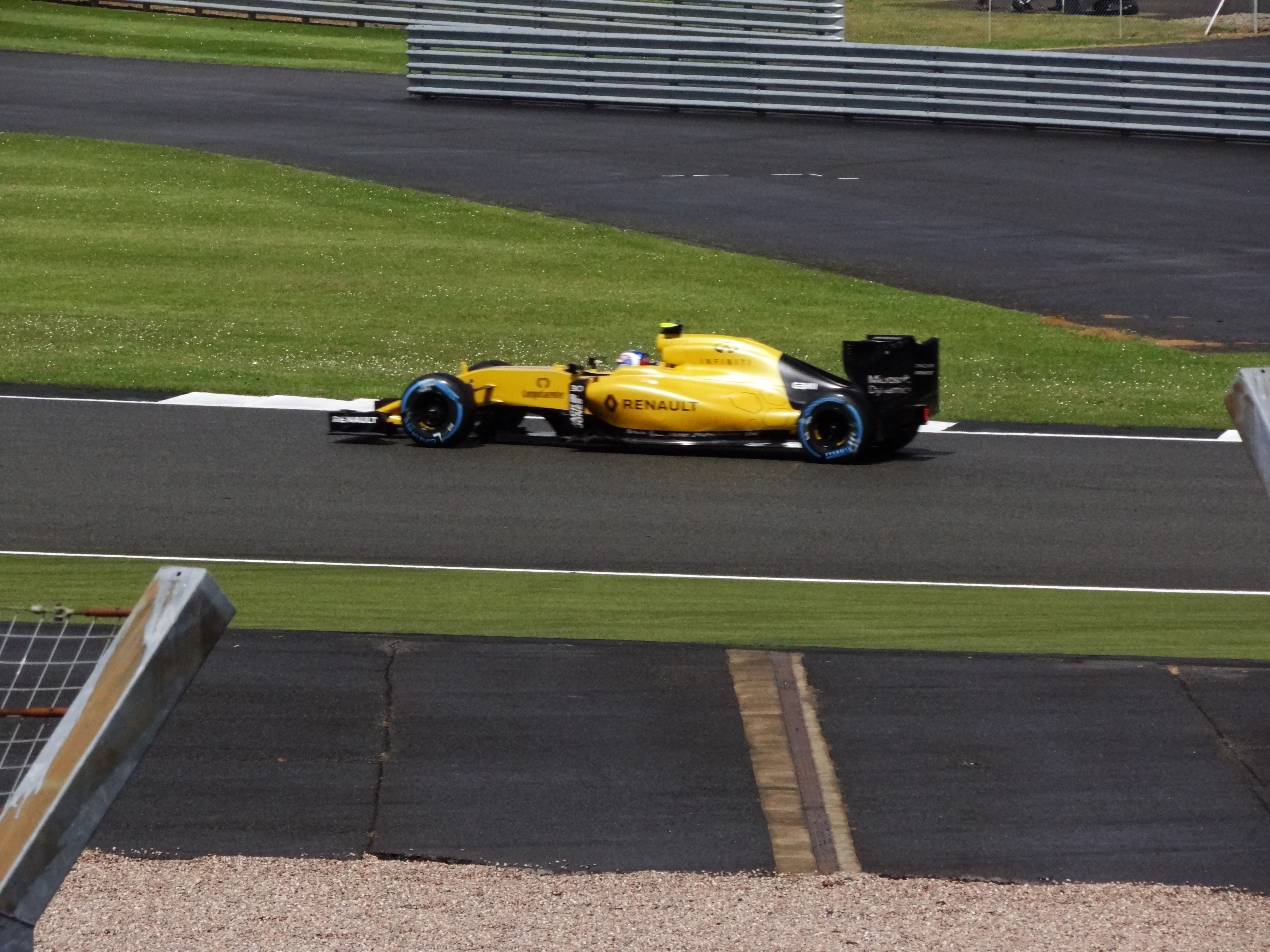
Jolyon Palmer au Grand Prix de Grande-Bretagne 2016.

La deuxième séance d'essais libres débute sous un ciel couvert laissant apparaître quelques éclaircies. La Mercedes de Nico Rosberg est entièrement démontée, laissant présager un problème mécanique. Pascal Wehrlein et Esteban Gutiérrez sont les premiers en piste ; le pilote Haas réalise le temps de référence en 1 min 38 s 861, vite battu par Sebastian Vettel en 1 min 35 s 404 puis par Fernando Alonso en 1 min 34 s 952 et Kimi Räikkönen en 1 min 34 s 374. Lewis Hamilton chausse des pneus medium et prend la tête de la session en 1 min 33 s 505 alors que Daniil Kvyat part en tête-à-queue dans le dernier virage du circuit, endommageant l'aileron avant de sa Toro Rosso STR11. Le drapeau jaune est brandi et seul Wehrlein reste en piste tandis que la monoplace de Rosberg redémarre,,.
Au tiers de la séance, Sebastian Vettel prend le meilleur temps en 1 min 32 s 570 avant que Lewis Hamilton, désormais en pneus tendres, améliore en 1 min 31 s 660 ; le Britannique se plaint toutefois d'une boîte de vitesses capricieuse au niveau du premier rapport. La Mercedes de Rosberg, qui n'a pas encore quitté le stand, est à nouveau démontée, l'écurie indiquant qu'il y a une fuite d'eau. À mi-séance, les mécaniciens indiquent que le problème est trop important pour que Rosberg puisse rouler. Pendant ce temps, Carlos Sainz Jr. effectue une sortie de piste sans gravité dans le dernier secteur du tracé. Hamilton, qui reprend la piste après s'être inquiété de sa boîte de vitesses, est l'un des seuls à tourner,,.
Les trente dernières minutes sont consacrées aux longs relais tandis que Felipe Massa et Valtteri Bottas s’entrainent aux arrêts au stand. Kimi Räikkönen sort de la piste après Copse et Jenson Button, dont la monoplace n'a fait que six tours, se plaint d'une perte de puissance de son moteur Honda ; il rentre à son garage où le problème est vite résolu et, de retour sur le tracé, prend le neuvième temps mais souffre d'un manque d'adhérence. Il s'agit du seul temps amélioré lors de ce dernier tiers de séance. Lors de son tour de décélération, les ingénieurs de Daniel Ricciardo lui demandent de ne pas changer de rapport,,.

### Troisième séance, le samedi de 10 h à 11 h
| Pos. | Pilote           | Voiture            | Chrono         | Écart     |
| ---- | ---------------- | ------------------ | -------------- | --------- |
| 1    | Lewis Hamilton   | Mercedes           | 1 min 30 s 904 |           |
| 2    | Nico Rosberg     | Mercedes           | 1 min 30 s 967 | + 0 s 063 |
| 3    | Daniel Ricciardo | Red Bull-TAG Heuer | 1 min 31 s 488 | + 0 s 584 |
| 4    | Max Verstappen   | Red Bull-TAG Heuer | 1 min 31 s 561 | + 0 s 657 |
| 5    | Sebastian Vettel | Ferrari            | 1 min 32 s 049 | + 1 s 145 |
| 6    | Valtteri Bottas  | Williams-Mercedes  | 1 min 32 s 736 | + 1 s 832 |

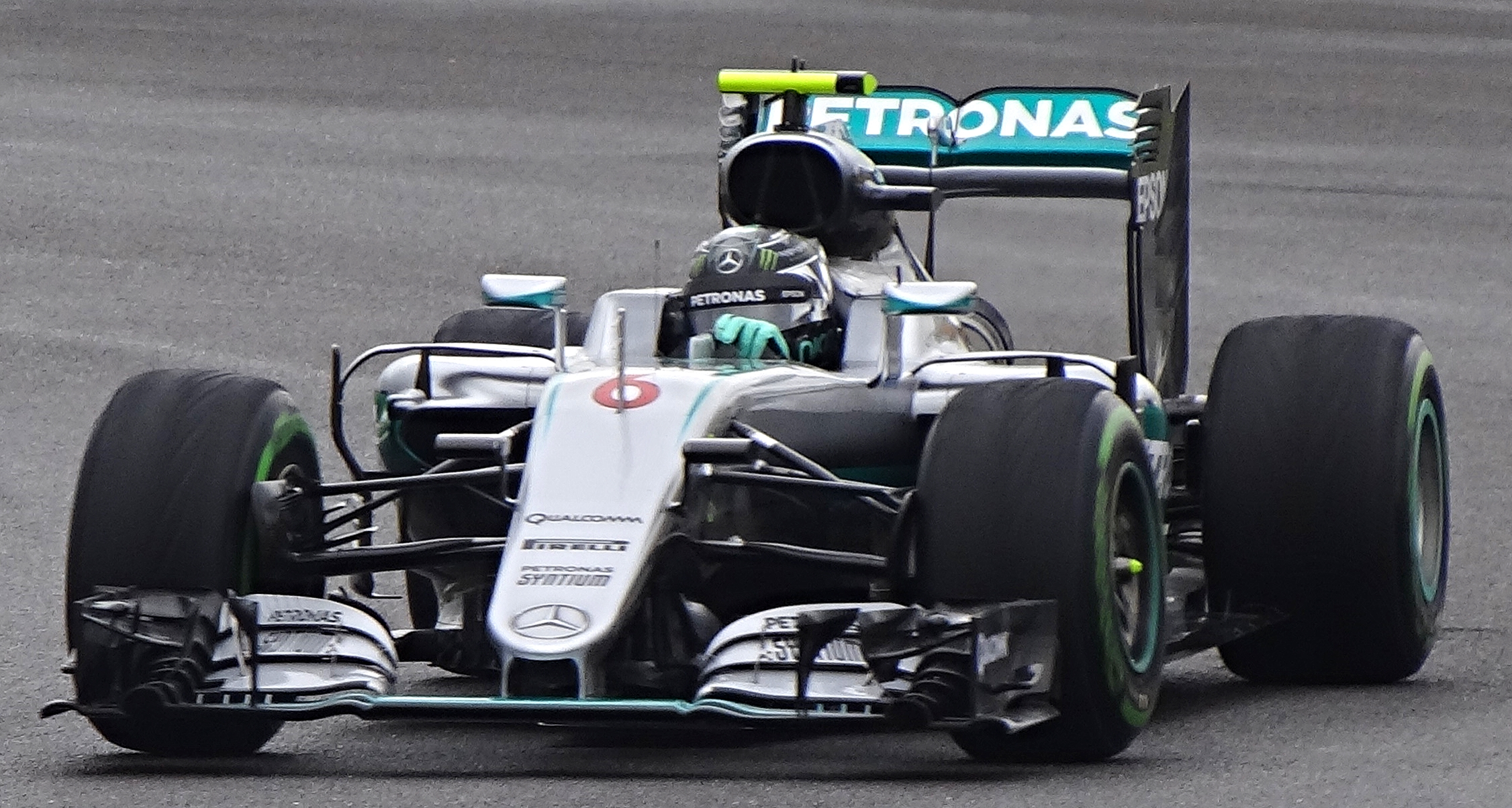
La Mercedes AMG F1 W07 Hybrid de Rosberg, équipée de gommes intermédiaires.

L'ultime séance d'essais du Grand Prix de Grande-Bretagne se déroule sous un ciel nuageux mais non menaçant. Les précipitations survenues la nuit et avant la séance ont rendu humides certaines portions du circuit tandis que la FIA prévient que tous les temps établis avec des roues au-delà des vibreurs ou des lignes blanches du tracé seront annulés. Le premier quart d'heure de la séance ne voit sortir des stands que quelques pilotes souhaitant évaluer le niveau d'adhérence de la piste avec les gommes intermédiaires et pluie. Nico Rosberg effectue trois tours d'installation pour vérifier que sa monoplace, immobilisée la veille, est opérationnelle. Après dix-sept minutes, Sergio Pérez prend la piste avec ses pneus medium mais n'enregistre aucun temps. Trois minutes plus tard, Rosberg, chaussé de pneus durs, réalise le premier tour rapide de la matinée en 1 min 42 s 634 puis en 1 min 36 s 069 et enfin 1 min 33 s 591,,.
Après une heure très calme, la piste s'assèche complètement et tous les pilotes quittent leur garage. Ces derniers effectuent de nombreux zigzags pour faire monter leurs gommes en température. Sebastian Vettel réalise le meilleur temps en 1 min 33 s 203 alors que Kimi Räikkönen, Felipe Massa et Valtteri Bottas prennent les quatrième et cinquième places provisoires. Les pilotes Mercedes retournent en piste où Rosberg améliore largement, en 1 min 31 s 331, avant que Lewis Hamilton réplique en 1 min 31 s 286, reléguant les poursuivants de l'écurie allemande à deux secondes,,.
À vingt-deux minutes du drapeau à damiers, alors que Daniel Ricciardo et Max Verstappen se rapprochent à sept dixièmes des Mercedes, Marcus Ericsson monte sur les vibreurs glissants du virage Stowe, perd le contrôle de sa Sauber C35 et percute violemment le mur de pneus, endommageant ce dernier et détruisant sa monoplace, ce qui provoque une interruption de la séance sur drapeau rouge. Choqué par son double impact frontal et latéral, le Suédois, sorti indemne de sa voiture, est examiné directement en piste par le personnel médical. La séance reprend ensuite pour les cinq dernières minutes et tous en profitent pour améliorer. Hamilton s'empare définitivement de la pole position en 1 min 30 s 904, devançant son équipier de 63 millièmes de seconde et les pilotes Red Bull Racing de six dixièmes de seconde ; la transmission de Vettel tombe en panne à la dernière minute,,.

## Séance de qualifications

### Résultats des qualifications

#### Séance Q1

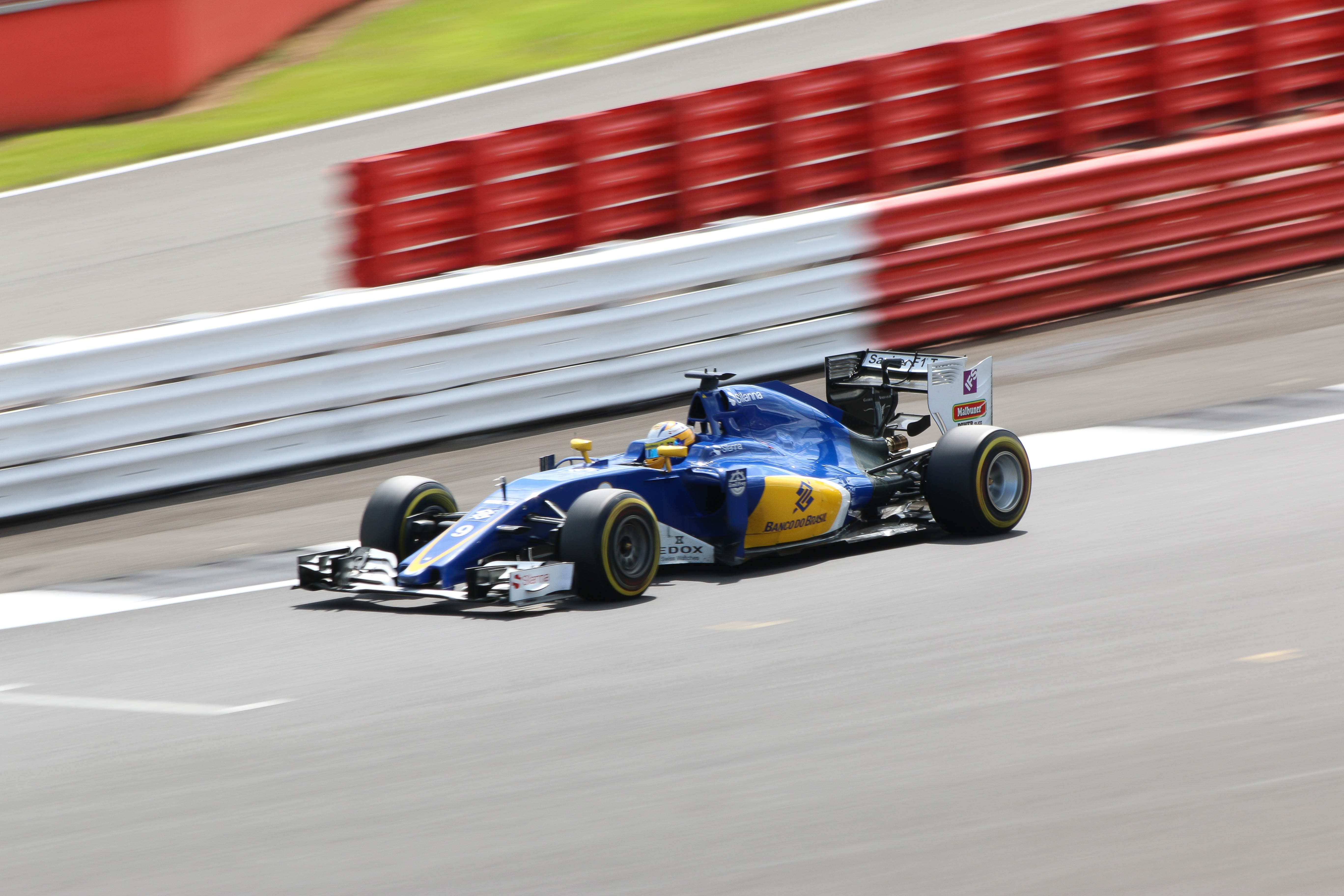
Felipe Nasr accompagne son équipier Marcus Ericsson sur la dernière ligne du Grand Prix de Grande-Bretagne.

Le ciel est menaçant au départ de la séance qualificative du Grand Prix de Grande-Bretagne. Marcus Ericsson, après un contrôle à l'hôpital à la suite de son accident, n'est pas autorisé à prendre part à cette séance et doit attendre une autorisation médicale pour disputer la course le lendemain. Sebastian Vettel écope d'une pénalité de cinq places sur la grille pour avoir changé de boîte de vitesses. Les pilotes s'élancent dès l'ouverture de la piste et Nico Rosberg établit temps de référence en 1 min 30 s 724 ; Lewis Hamilton le talonne de quinze centièmes de seconde. Les Mercedes rentrent brièvement aux stands pendant que les pilotes Red Bull Racing, Ferrari et Williams attendent encore dans leur garage malgré le risque de pluie,.
Alors que Hamilton rentre aux stands après une erreur à Stowe, Max Verstappen se rapproche à six dixièmes de seconde des Mercedes et devance son équipier du même écart avant que Kimi Räikkönen et Vettel s'intercalent entre les deux pilotes Red Bull. Les pilotes Williams rendent plus d'une seconde aux meneurs de la séance. Plusieurs pilotes commettent de nombreuses erreurs les obligeant à sortir de la piste, comme Jolyon Palmer et Kevin Magnussen, qui doivent retenter un tour rapide après l'annulation de leurs premiers temps. Le Danois et Daniil Kvyat se qualifient de justesse pour la seconde phase qualificative, éliminant au passage Jenson Button, dont la monoplace souffre d'un problème d'aileron arrière. Alors qu'il s'apprête à rentrer dans les paddocks, son écurie le rappelle puisque Magnussen, sorti des limites de la piste lors de son tour rapide, pourrait voir son temps annulé. Les six pilotes éliminés sont finalement Button, Palmer, Rio Haryanto, Pascal Wehrlein, Felipe Nasr et Ericsson,.

#### Séance Q2
La deuxième phase de qualification débute avec la confirmation du temps de Magnussen. Button, casqué et prêt à reprendre la piste, sort définitivement de sa McLaren MP4-31. Les pilotes Mercedes, en pneus tendres, sont les premiers à rejoindre la piste. Alors que Nico Rosberg effectue un premier tour rapide, Lewis Hamilton, plus rapide de sept dixièmes de seconde, tourne en 1 min 29 s 243 et établit le nouveau record du circuit. Max Verstappen et Daniel Ricciardo se placent en troisième et quatrième positions, respectivement à 1,4 et 2 secondes du Britannique. Si le Néerlandais est sorti de la piste à Woodcote, son temps n'est pas annulé par les commissaires de piste. Les écarts sont plus serrés en milieu de peloton où cinq dixièmes seulement séparent la septième de la douzième place,.
Pendant ce temps, Kimi Räikkönen part en tête-à-queue dans le dernier virage de son tour d'installation ce qui compromet fortement son tour rapide, ses pneus étant de plus endommagés. Vettel prend la quatrième place provisoire en s'intercalant entre les deux Red Bull RB12, à deux dixièmes de seconde de Verstappen. À quatre minutes de la fin de la séance, le Finlandais change de pneus et repart mais tire tout droit dans le virage no 4. Retentant un dernier tour rapide malgré le trafic, il réalise finalement le sixième temps alors que Fernando Alonso et Carlos Sainz Jr. se qualifient aisément pour la dernière phase. Les six pilotes éliminés sont Sergio Pérez, Felipe Massa, Romain Grosjean, Esteban Gutiérrez, Kvyat et Magnussen qui a bloqué le Russe dans son dernier tour rapide,.

#### Séance Q3
Malgré un temps toujours très menaçant, il ne pleut pas sur le circuit de Silverstone. Les pilotes Mercedes sont à nouveau les premiers en piste et leur duel est très serré dans le premier secteur de leur tour rapide. Nico Rosberg, gêné par le trafic dans les virages rapides de la deuxième portion, termine son tour en 1 min 29 s 606, vite battu par Hamilton en 1 min 29 s 339, malgré la présence de nombreuses monoplaces en fin de tracé. Toutefois, son temps est annulé puisqu'il est sorti des limites de la piste à Copse. Max Verstappen prend le deuxième temps, à six dixièmes de seconde de Rosberg, suivi par Alonso et Nico Hülkenberg, plus lents de trois secondes alors que Vettel manque de partir en tête-à-queue à Stowe,,.
Hamilton reprend la piste après avoir changé de pneus, juste avant Alonso, Rosberg, Vettel et Räikkönen. Bien que prudent à Copse, il s'empare du meilleur temps en 1 min 29 s 287. Rosberg conserve sa deuxième place, Verstappen et Ricciardo se placent en deuxième ligne, suivis par Vettel qui prend la onzième position sur la grille de départ, Räikkönen, Valtteri Bottas, Hülkenberg, Sainz et Alonso. Lewis Hamilton obtient devant son public la cinquante-cinquième pole position de sa carrière, sa quatrième à Silverstone et sa cinquième consécutive cette saison,,.

### Grille de départ
| Pos.                                                                                      | Pilote            | Écurie               | Qualifications 1 | Qualifications 2 | Qualifications 3 |
| ----------------------------------------------------------------------------------------- | ----------------- | -------------------- | ---------------- | ---------------- | ---------------- |
| 1                                                                                         | Lewis Hamilton    | Mercedes             | 1 min 30 s 739   | 1 min 29 s 243   | 1 min 29 s 287   |
| 2                                                                                         | Nico Rosberg      | Mercedes             | 1 min 30 s 724   | 1 min 29 s 970   | 1 min 29 s 606   |
| 3                                                                                         | Max Verstappen    | Red Bull-TAG Heuer   | 1 min 31 s 305   | 1 min 30 s 697   | 1 min 30 s 313   |
| 4                                                                                         | Daniel Ricciardo  | Red Bull-TAG Heuer   | 1 min 31 s 684   | 1 min 31 s 319   | 1 min 30 s 618   |
| 5                                                                                         | Kimi Räikkönen    | Ferrari              | 1 min 31 s 326   | 1 min 31 s 385   | 1 min 30 s 881   |
| 6                                                                                         | Sebastian Vettel  | Ferrari              | 1 min 31 s 606   | 1 min 30 s 711   | 1 min 31 s 490   |
| 7                                                                                         | Valtteri Bottas   | Williams-Mercedes    | 1 min 31 s 913   | 1 min 31 s 478   | 1 min 31 s 557   |
| 8                                                                                         | Carlos Sainz Jr.  | Toro Rosso-Ferrari   | 1 min 32 s 115   | 1 min 31 s 708   | 1 min 31 s 989   |
| 9                                                                                         | Nico Hülkenberg   | Force India-Mercedes | 1 min 32 s 349   | 1 min 31 s 770   | 1 min 32 s 172   |
| 10                                                                                        | Fernando Alonso   | McLaren-Honda        | 1 min 32 s 281   | 1 min 31 s 740   | 1 min 32 s 343   |
| 11                                                                                        | Sergio Pérez      | Force India-Mercedes | 1 min 32 s 336   | 1 min 31 s 875   |                  |
| 12                                                                                        | Felipe Massa      | Williams-Mercedes    | 1 min 32 s 146   | 1 min 32 s 002   |                  |
| 13                                                                                        | Romain Grosjean   | Haas-Ferrari         | 1 min 32 s 283   | 1 min 32 s 050   |                  |
| 14                                                                                        | Esteban Gutiérrez | Haas-Ferrari         | 1 min 32 s 237   | 1 min 32 s 241   |                  |
| 15                                                                                        | Daniil Kvyat      | Toro Rosso-Ferrari   | 1 min 32 s 553   | 1 min 32 s 306   |                  |
| 16                                                                                        | Kevin Magnussen   | Renault              | 1 min 32 s 729   | 1 min 37 s 060   |                  |
| 17                                                                                        | Jenson Button     | McLaren-Honda        | 1 min 32 s 788   |                  |                  |
| 18                                                                                        | Jolyon Palmer     | Renault              | 1 min 32 s 905   |                  |                  |
| 19                                                                                        | Rio Haryanto      | Manor-Mercedes       | 1 min 33 s 098   |                  |                  |
| 20                                                                                        | Pascal Wehrlein   | Manor-Mercedes       | 1 min 33 s 151   |                  |                  |
| 21                                                                                        | Felipe Nasr       | Sauber-Ferrari       | 1 min 33 s 544   |                  |                  |
| Temps minimal à réaliser pour la qualification : 1 min 37 s 075 (107 % de 1 min 30 s 724) |                   |                      |                  |                  |                  |
| Nq.                                                                                       | Marcus Ericsson   | Sauber-Ferrari       | Pas de temps     |                  |                  |

- Sebastian Vettel, auteur du sixième temps, est pénalisé d'un recul de cinq places sur la grille de départ en raison du changement de la boîte de vitesses de sa monoplace ; il s'élance de la onzième place[47].
- Marcus Ericsson ne prend pas part aux qualifications après son accident en essais libres. Après une série de tests à l'hôpital ne révélant aucune blessure, il est repêché et autorisé à s'élancer depuis la voie des stands. Sauber lui a reconstruit une monoplace avec un châssis de rechange et une boîte de vitesses neuve[48],[49].

## Course

### Déroulement de l'épreuve

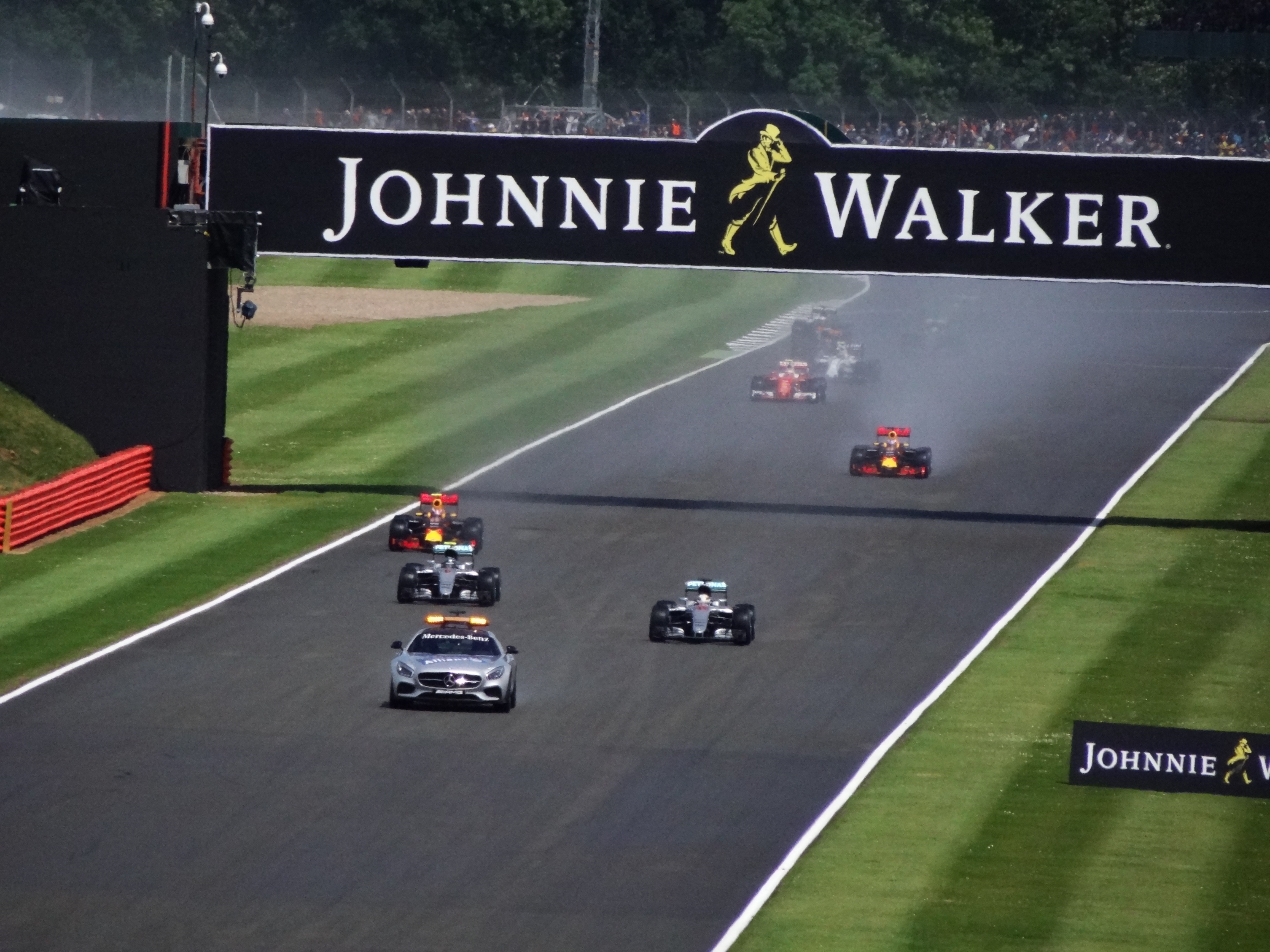
Les cinq premiers tours de la course sont effectués sous le régime de la voiture de sécurité.

Vingt minutes avant le départ du Grand Prix de Grande-Bretagne, une courte mais forte averse s'abat sur le circuit de Silverstone. Alors qu'une éclaircie se montre, le départ est donné sous le régime de la voiture de sécurité alors que tous les pilotes sont équipés de pneus pluie. Si Sebastian Vettel communique sur la présence d'eau stagnante au niveau du virage no 8, Lewis Hamilton se plaint de l'allure trop lente de la voiture de sécurité, qu'il a failli percuter au freinage, et estime que la piste s'assèche suffisamment pour chausser les pneus intermédiaires. La voiture de sécurité s'efface à l'entame du sixième tour et Hamilton contient Nico Rosberg, pressé par Max Verstappen. Pendant ce temps, la moitié des pilotes, dont Vettel, Kimi Räikkönen, Daniel Ricciardo et Valtteri Bottas rentrent aux stands pour chausser leurs pneumatiques intermédiaires,.
Au septième tour, Pascal Wehrlein part en aquaplanage dans le premier virage avec sa Manor MRT05 et abandonne, bloqué dans le bac à graviers ; la voiture de sécurité virtuelle est déployée pendant deux tours, ce qui donne l'occasion aux meneurs de passer par les stands pour chausser à leur tour les gommes intermédiaires. L'écurie Mercedes effectue un double arrêt de ses pilotes qui ressortent avec une avance accrue sur Verstappen. Sergio Pérez, qui s'arrête en même temps, ressort quatrième devant Ricciardo et Räikkönen qui a perdu dix secondes aux stands,.

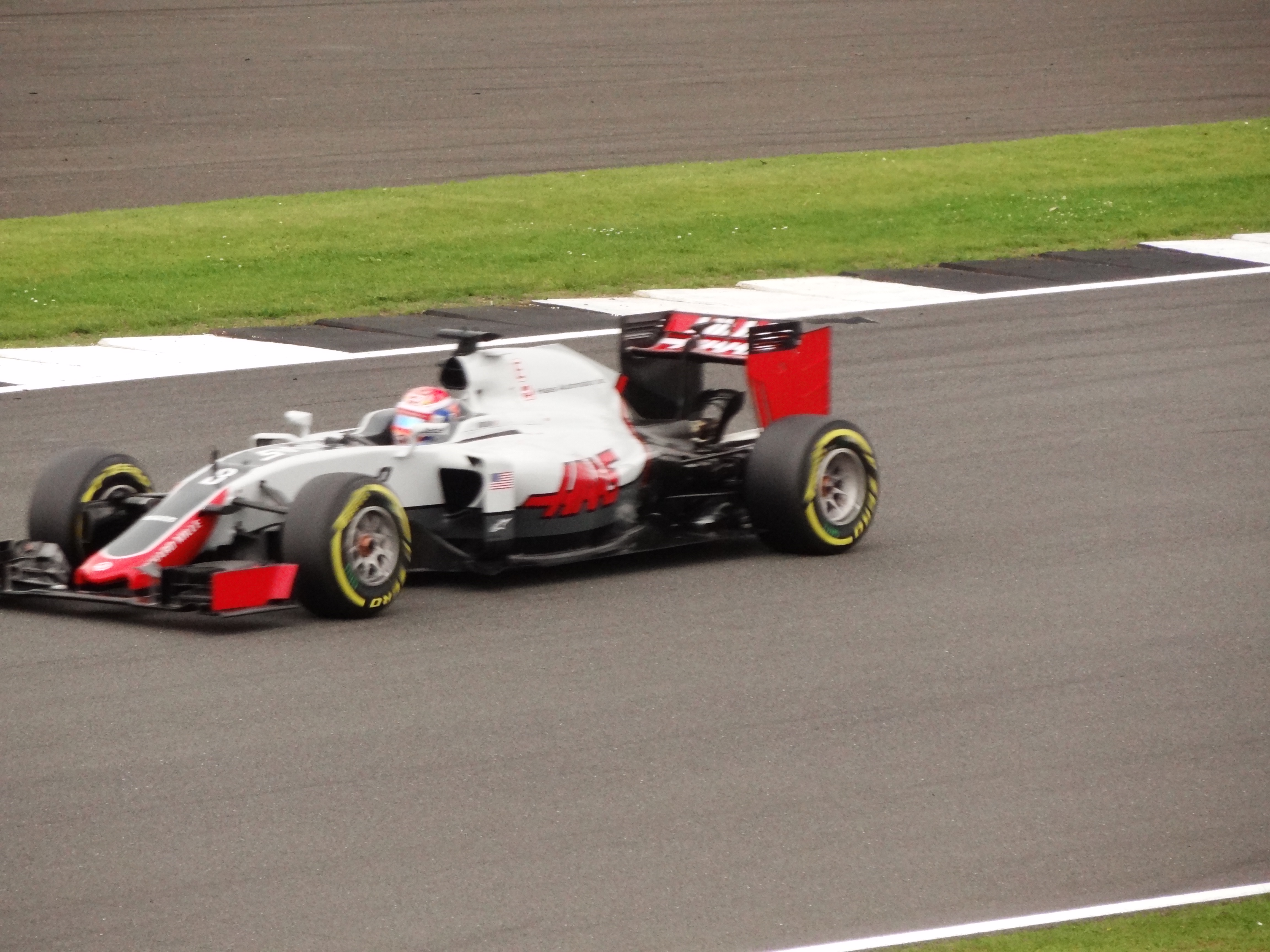
Romain Grosjean abandonne à la suite d'une défaillance de sa Haas VF-16.

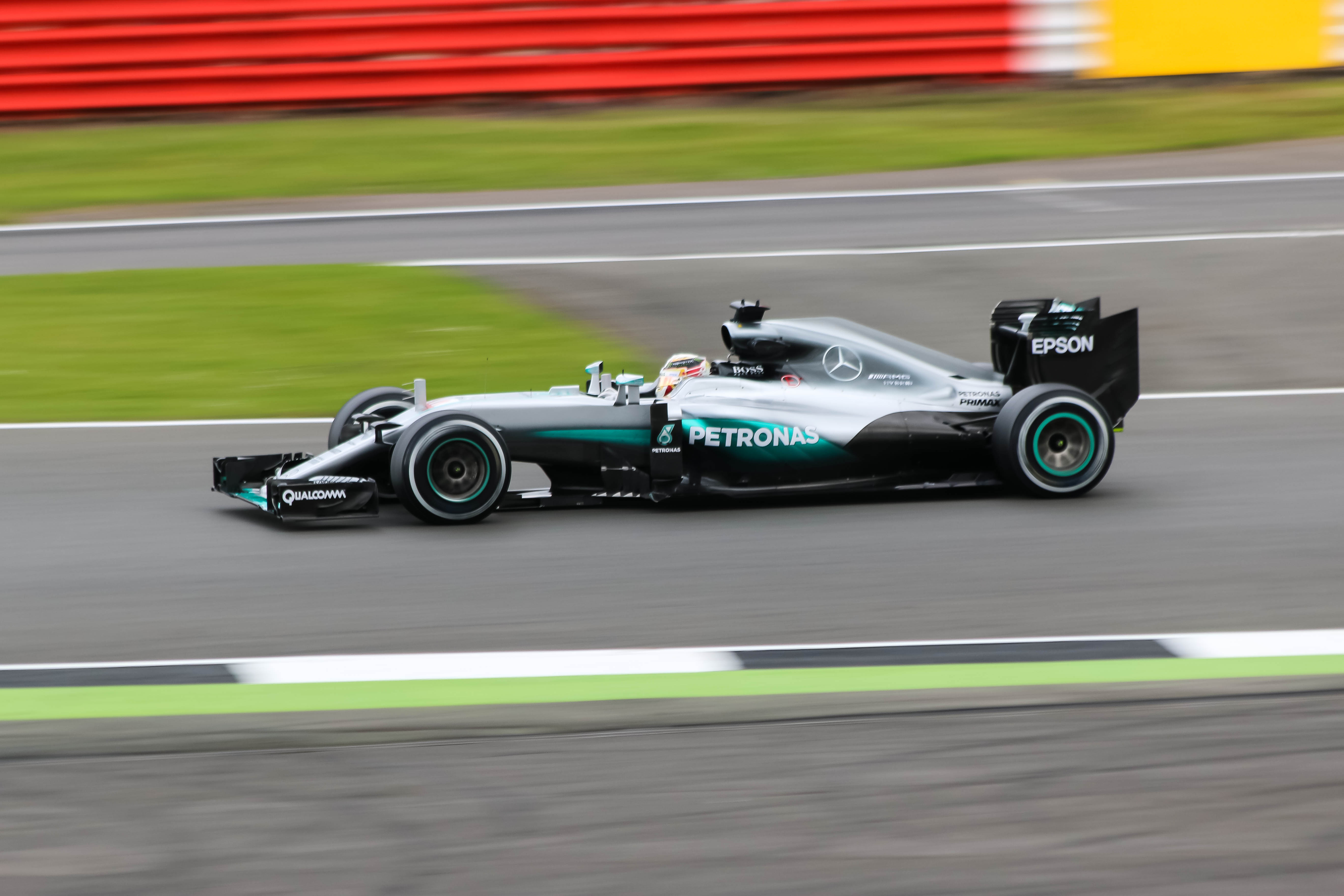
Lewis Hamilton remporte son Grand Prix national.

Au dixième passage, Valtteri Bottas, alors neuvième, part en tête-à-queue à Vale et rétrograde en treizième position pendant que Raïkkönen part tout droit au premier virage mais reste sixième. Au tour suivant, Marcus Ericsson, souffrant d'un problème électrique, abandonne. Le rythme du peloton ralentit car les pilotes économisent leurs pneumatiques pour passer ensuite les gommes tendres ou medium. Au seizième tour, Vettel, huitième, est le premier à chausser les pneus medium ; il repart onzième. Malgré un tête-à-queue dans un passage humide de la piste (où il perd une place) le pilote Ferrari est le plus rapide du plateau : il est dès lors imité par ses concurrents. Dans le même tour, Verstappen dépasse Rosberg par l'extérieur, à la sortie de Chapel,.
Le troisième abandon de l'épreuve survient au dix-septième tour quand Romain Grosjean, seizième, casse la boîte de vitesses de sa Haas VF-16. Plus haut dans le classement, Ricciardo dépasse Pérez et lui ravit la quatrième place. Hamilton, en tête de course, voit Verstappen sortir de la piste au premier virage, perdant deux secondes et demi. Au vingt-troisième tour, Fernando Alonso, neuvième, se fait piéger dans la zone humide du premier virage : il part dans les graviers, endommage l'aileron avant de sa McLaren MP4-31 en touchant le mur et perd une vingtaine de secondes en repartant treizième. Ce même virage surprend ensuite Raïkkönen, Carlos Sainz Jr. et Rio Haryanto qui abandonne au vingt-quatrième tour (pour la première fois de la saison, aucune Manor Racing n'est à l'arrivée). Deux boucles plus loin, Hamilton sort de la piste au même endroit mais conserve sept secondes d'avance sur Verstappen,.
Jolyon Palmer, en queue de peloton, abandonne au trente-septième tour après la casse de sa boîte de vitesses. Le Britannique avait auparavant écopé d'une pénalité pour avoir quitté son stand sans sa roue arrière-droite. À cinq secondes d'Hamilton, Verstappen est menacé par Nico Rosberg, le plus rapide en piste, qui tente, en vain, de le dépasser à plusieurs reprises, jusqu'au trente-huitième tour, où il le dépasse par l'extérieur dans Stowe. Alors que l'écart entre les deux pilotes Mercedes se stabilise, Vettel, qui prend le meilleur sur Felipe Massa pour le gain de la neuvième position, écope de cinq secondes de pénalité pour avoir gêné son rival. Räikkönen, longtemps à la lutte avec Pérez pour la cinquième place, passe le Mexicain au quarante-cinquième tour. À six boucles de l'arrivée, Rosberg, qui accroît son avance sur Verstappen à raison d'une seconde par tour, rencontre un problème de boîte de vitesses ; ses ingénieurs lui intiment par message radio de ne plus utiliser son septième rapport. Ce message, jugé susceptible de représenter une infraction des restrictions de l'utilisation de la radio, est étudié par les commissaires de course qui envisage une pénalité en temps du pilote allemand. Rosberg perd, petit à petit, quatre secondes sur le pilote Red Bull Racing. Kevin Magnussen, sur l'autre Renault R.S.16, abandonne aussi sur un problème de boîte de vitesses à trois boucles de l'arrivée,.
Hamilton, jamais inquiété en tête de course, remporte son quatrième Grand Prix de Grande-Bretagne, sa quatrième victoire de la saison, devant Rosberg, Verstappen et Ricciardo. Räikkönen, Pérez, Nico Hülkenberg, Sainz, Vettel et Daniil Kvyat, à plus d'une minute du vainqueur, complètent le top 10. Rosberg, sous enquête des commissaires pour les consignes données à la radio par Mercedes pour résoudre son problème de boîte de vitesses, écope finalement d'une pénalité de dix secondes et perd sa deuxième place au profit de Verstappen. Son écurie souhaite faire appel de cette sanction auprès de la FIA, avant de se rétracter,.

### Classement de la course
| Pos. | no | Pilote            | Écurie               | Tours | Temps/Abandon                                  | Grille  | Points |
| ---- | -- | ----------------- | -------------------- | ----- | ---------------------------------------------- | ------- | ------ |
| 1    | 44 | Lewis Hamilton    | Mercedes             | 52    | 1 h 34 min 55 s 831 (193,530 km/h)             | 1       | 25     |
| 2    | 33 | Max Verstappen    | Red Bull-TAG Heuer   | 52    | + 8 s 250                                      | 3       | 18     |
| 3    | 6  | Nico Rosberg      | Mercedes             | 52    | + 16 s 911 (dont 10 secondes de pénalité)      | 2       | 15     |
| 4    | 3  | Daniel Ricciardo  | Red Bull-TAG Heuer   | 52    | + 26 s 211                                     | 4       | 12     |
| 5    | 7  | Kimi Räikkönen    | Ferrari              | 52    | + 1 min 09 s 743                               | 5       | 10     |
| 6    | 11 | Sergio Pérez      | Force India-Mercedes | 52    | + 1 min 16 s 941                               | 10      | 8      |
| 7    | 27 | Nico Hülkenberg   | Force India-Mercedes | 52    | + 1 min 17 s 712                               | 8       | 6      |
| 8    | 55 | Carlos Sainz Jr.  | Toro Rosso-Ferrari   | 52    | + 1 min 25 s 858                               | 7       | 4      |
| 9    | 5  | Sebastian Vettel  | Ferrari              | 52    | + 1 min 31 s 654 (dont 5 secondes de pénalité) | 11      | 2      |
| 10   | 26 | Daniil Kvyat      | Toro Rosso-Ferrari   | 52    | + 1 min 32 s 600                               | 15      | 1      |
| 11   | 19 | Felipe Massa      | Williams-Mercedes    | 51    | + 1 tour                                       | 12      |        |
| 12   | 22 | Jenson Button     | McLaren-Honda        | 51    | + 1 tour                                       | 17      |        |
| 13   | 14 | Fernando Alonso   | McLaren-Honda        | 51    | + 1 tour                                       | 9       |        |
| 14   | 77 | Valtteri Bottas   | Williams-Mercedes    | 51    | + 1 tour                                       | 6       |        |
| 15   | 12 | Felipe Nasr       | Sauber-Ferrari       | 51    | + 1 tour                                       | 21      |        |
| 16   | 21 | Esteban Gutiérrez | Haas-Ferrari         | 51    | + 1 tour                                       | 14      |        |
| 17   | 20 | Kevin Magnussen   | Renault              | 49    | Boîte de vitesses                              | 16      |        |
| Abd. | 30 | Jolyon Palmer     | Renault              | 37    | Boîte de vitesses                              | 18      |        |
| Abd. | 88 | Rio Haryanto      | Manor-Mercedes       | 24    | Sortie de piste                                | 19      |        |
| Abd. | 8  | Romain Grosjean   | Haas-Ferrari         | 17    | Boîte de vitesses                              | 13      |        |
| Abd. | 9  | Marcus Ericsson   | Sauber-Ferrari       | 11    | Électricité                                    | pitlane |        |
| Abd. | 94 | Pascal Wehrlein   | Manor-Mercedes       | 6     | Sortie de piste                                | 20      |        |

### Pole position et record du tour
Lewis Hamilton obtient en Grande-Bretagne la cinquante-cinquième pole position de sa carrière, la vingt-neuvième pour le compte de l'écurie Mercedes. Cette pole position est la soixante-deuxième de l'écurie Mercedes Grand Prix et la cent-quarante-cinquième pour Mercedes en tant que motoriste.
Hamilton réalise le trentième meilleur tour en course de sa carrière, le dix-huitième pour le compte de Mercedes. C'est le quarante-cinquième meilleur tour en course signé par Mercedes et le cent-trente-neuvième en tant que motoriste.
- Pole position :  Lewis Hamilton (Mercedes) en 1 min 29 s 287 (237,522 km/h)[60].
- Meilleur tour en course :   Nico Rosberg (Mercedes) en 1 min 35 s 548 (221,958 km/h) au quarante-quatrième tour[61].

### Tours en tête
Lewis Hamilton, parti de la pole position, garde la tête de la course jusqu'à son deuxième arrêt aux stands, au dix-huitième tour. Max Verstappen prend la première place jusqu'à son arrêt au tour suivant, où Hamilton reprend la tête jusqu'au drapeau à damier.
- Lewis Hamilton : 51 tours (1-17 / 19-52)[62].
- Max Verstappen : 1 tour (18)

## Après-course

### Écuries sur le podium
Auteur d'un doublé après une semaine mouvementée en coulisses, Mercedes accroît son avance au championnat du monde. Son patron, Toto Wolff, déclare : « Ce fut une superbe course, il [Hamilton] a créé l'écart en début de course dans des conditions difficiles et l'a géré à partir de là. Je ne vais pas mentir en disant que nous sommes soulagés [qu'il n'y ait pas eu d’accrochage entre eux] ». Lewis Hamilton, désormais à un point de Nico Rosberg au championnat, se dit « vraiment heureux. Je suis d'abord heureux de voir apparaître la bonne météo anglaise. C'était délicat dans ces conditions, la piste séchait rapidement mais j'étais le premier à attaquer et à essayer de ne pas faire une erreur. C'est ce qui fait que le Grand Prix britannique est le meilleur Grand Prix que nous avons. Et en plus, nous avons les meilleurs fans du monde. Je travaille dur, j'ai fait tout ce que j'ai pu dans cette course pour sauver ce moteur parce que j'en suis à mon dernier ». Le Britannique, à l'instar des observateurs, se montre cependant critique envers le départ donné sous le régime de la voiture de sécurité, qu'il a d'ailleurs failli percuter. Selon lui cette précaution était inutile, arguant que le départ de l'édition 2008 a été donné alors que la piste était encore plus humide. Alors qu'il est sifflé sur le podium, Rosberg, deuxième avant d'être pénalisé, a eu fort à faire avec Max Verstappen avant d'avoir un problème de transmission : « Les premiers tours ont été difficiles. Max Verstappen a réussi à me dépasser, cela nous a donné une course excitante entre nous. J'ai réussi à le passer finalement, par l'extérieur. […] Pour moi c'était un problème très critique. J’étais bloqué en septième et j'étais sur le point d'abandonner en piste. J'avais besoin de le régler »,. L'appel fait par Mercedes, pourtant persuadée qu'elle éviterait cette pénalité, est critiquée par Christian Horner et Pat Symonds qui reconnaissent que les restrictions des messages radio sont une règle absurde. Toutefois, le lendemain de la course, l'écurie allemande annonce qu'elle renonce à faire appel de la décision des commissaires de course.

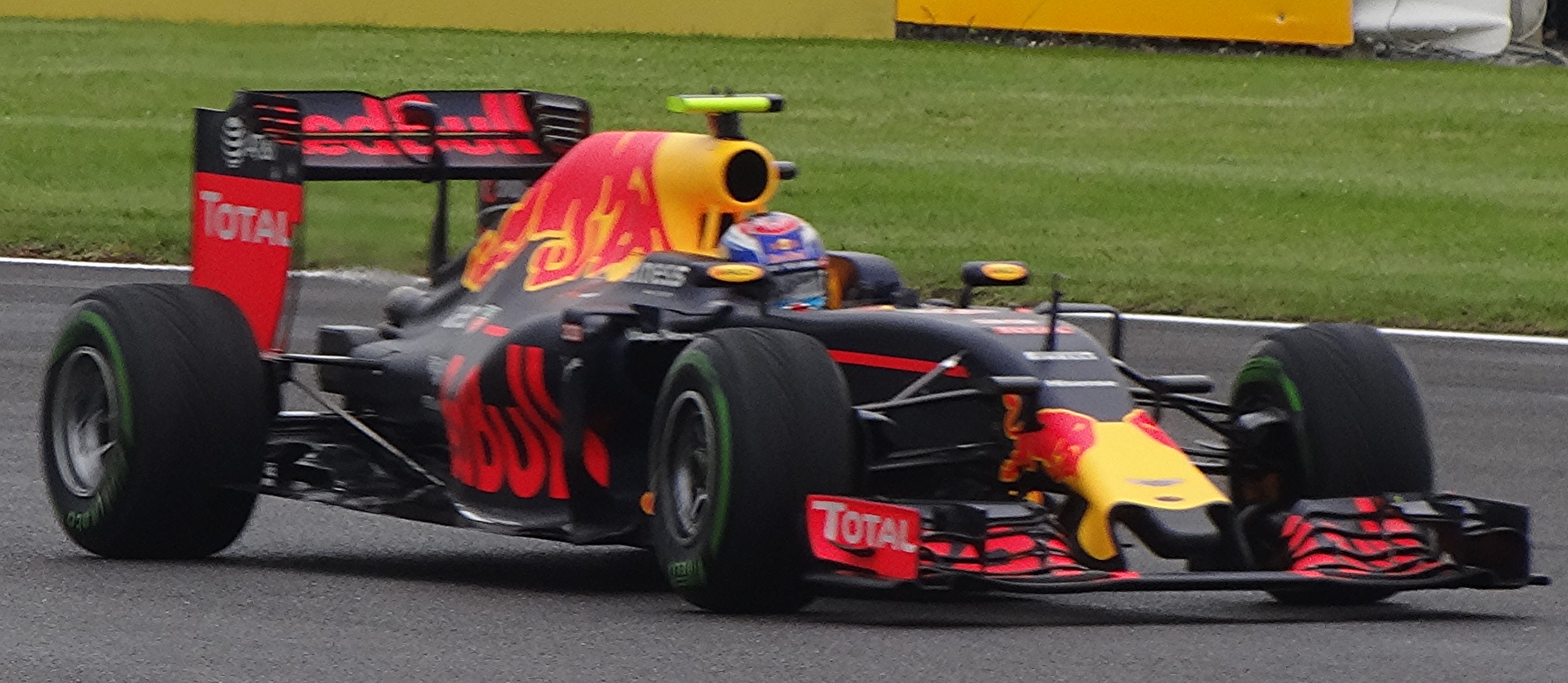
Max Verstappen termine deuxième du Grand Prix de Grande-Bretagne.

Troisième des qualifications et longtemps deuxième en course, Max Verstappen, élu pilote du jour, a fini troisième avant de récupérer la deuxième place sur tapis vert : « La course a été passionnante, très délicate au début. J'ai réussi à passer Nico et à la fin de ce [premier] relais, je rattrapais Lewis. Nous nous sommes arrêtés un tour trop tard mais notre rythme était excellent. […] La manœuvre à l'extérieur de Becketts était fun, il était à l'intérieur donc je me suis dit qu'il valait tenter l'extérieur. C'est sûr que c'était risqué. La voiture avait l'adhérence et j'avais les sensations donc ça a bien marché. […] Nico attaquait dur et nous nous sommes bien battus dans Stowe. À un moment, il a fait un superbe dépassement de l'extérieur et à partir de ce moment-là, j'ai fait ma course. Bien sûr, quand Nico a eu un problème, j'ai attaqué pour le dépasser mais une fois qu'on est dans l'air sale, c'est dur de dépasser »,. Le Néerlandais déplore également l'intervention de la voiture de sécurité au départ, estimant qu'elle aurait pu se retirer au bout d'un ou deux tours. Daniel Ricciardo, quatrième, permet à Red Bull Racing de revenir à six points de la Scuderia Ferrari mais n'a jamais été en mesure de se battre pour une place sur le podium : « Nous avons été un peu malchanceux avec la voiture de sécurité virtuelle et avons perdu du terrain sur les leaders. […] Elle est arrivée au mauvais moment et nous avons perdu plus de dix secondes dans l’affaire. […] Je ne pense pas que nous ayons pris la mauvaise décision étant donné ce que nous savions. Nous avons été simplement malchanceux. À un moment, tout semblait OK mais c’était simplement une course ennuyeuse ».

### Écuries dans les points

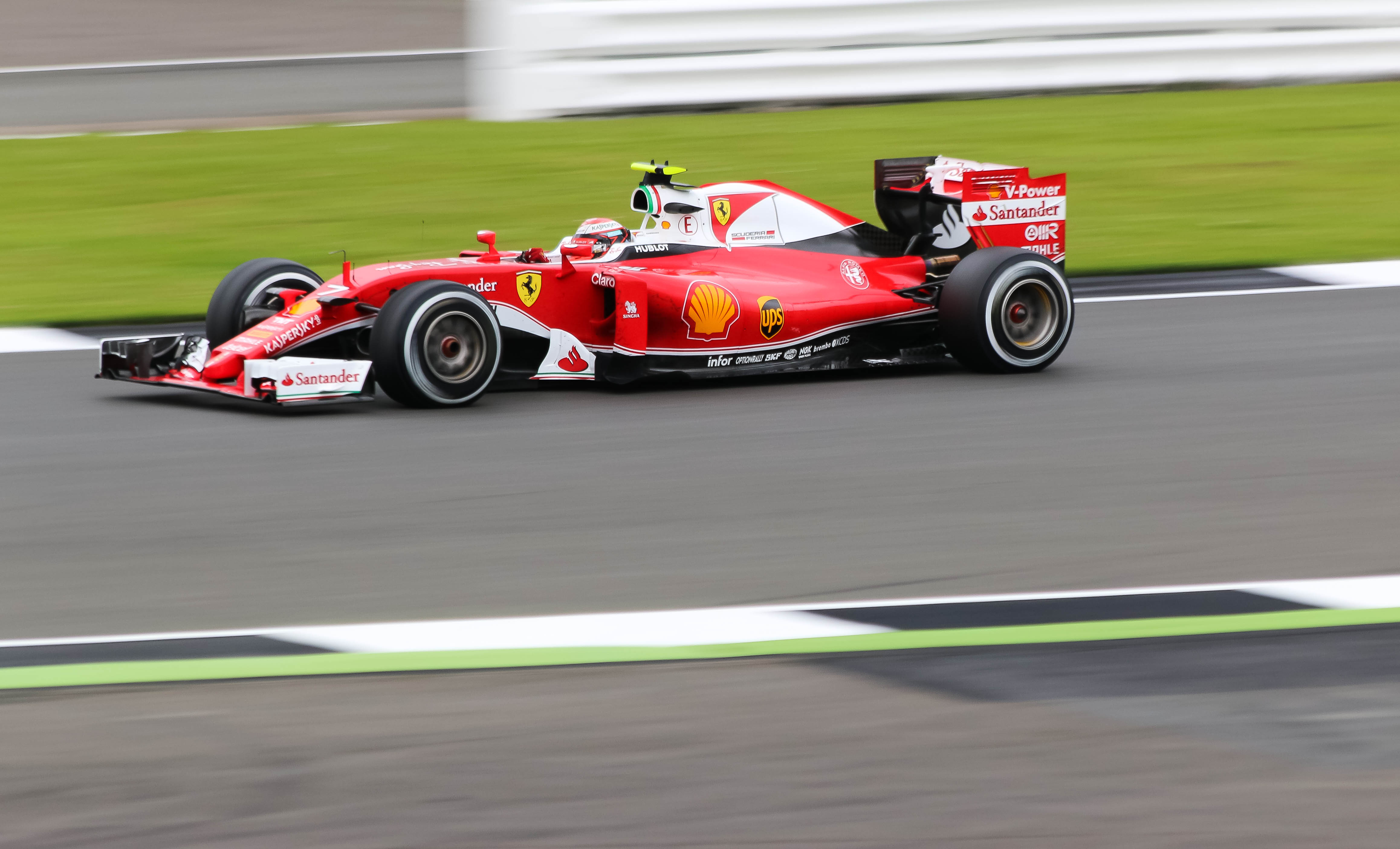
Kimi Räikkönen termine devant Sebastian Vettel à Silverstone.

Cinquième, à plus d'une minute du vainqueur, Kimi Räikkönen n'est pas satisfait de son résultat qu'il impute à un manque d'adhérence : « La situation était la même pour tous et pour notre part, nous avons fait de notre mieux. […] Je suis sorti trop large et j'ai eu d'autres moments compliqués lorsque nous avons chaussé les pneus slicks. Toutefois, cela allait mieux qu'hier. Ce sera une tout autre histoire lors des prochaines courses, car je ne m'attends pas à ce que nous ayons les mêmes problèmes ». Son coéquipier Sebastian Vettel a connu un Grand Prix bien plus difficile, où il a terminé neuvième après s'être élancé de la onzième place, se faisant dépasser par son équipier et Daniel Ricciardo au championnat du monde des pilotes : « Je pense que ça allait au début mais j'ai perdu beaucoup de temps avec mon tête-à-queue et ensuite ça a été difficile de dépasser, je manquais tout simplement de rythme. Je crois que la pénalité n'était pas nécessaire, je n'avais juste pas d'adhérence, je n'ai pas essayé de le faire sortir. Je suis sorti moi aussi. […] Disons que si j'avais été tout seul, je serais aussi sorti de piste ! » L'Allemand critique vertement la qualité des pneus pluie Pirelli : « Le vrai problème est que personne ne fait confiance aux pneus pour la pluie. Nous préférons prendre de gros risques en chaussant les intermédiaires alors qu'il reste de l’eau sur la piste simplement parce qu'ils sont plus rapides. Nous [le GPDA] avons plusieurs fois répété que les pneus pluie sont à peine assez bons pour suivre la voiture de sécurité »,. Maurizio Arrivabene, le dirigeant de l'écurie, suppose que l'aérodynamisme de la SF16-H était le point faible de Ferrari à Silverstone et suspecte un problème de conception ou de qualité des matériaux des boîtes de vitesses.

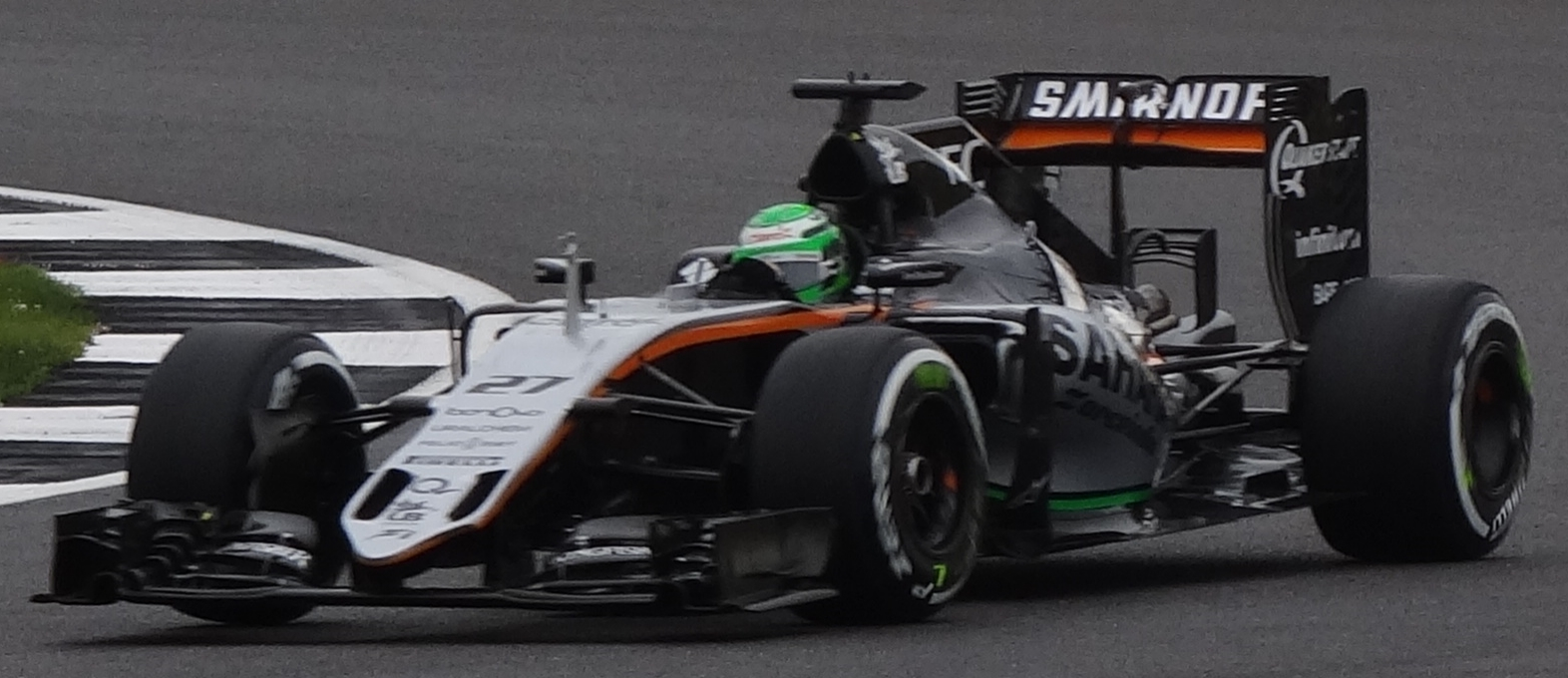
Nico Hülkenberg se classe septième du GP de Grande-Bretagne.

Force India, qui réalise une course satisfaisante, compte désormais 28 points d'avance sur sa principale rivale, la Scuderia Toro Rosso et plus que 19 unités de retard sur Williams F1 Team, quatrième du championnat des constructeurs. Pour Sergio Pérez, sixième après un weekend difficile, « c'est un très bon résultat pour l'équipe car les deux voitures terminent dans les points. J'aurais pu conserver ma cinquième place si je n'étais pas parti à la faute dans le premier virage. J'ai cru que ma course allait s'arrêter là lorsque cela m'est arrivé mais je m'en suis sorti. Malheureusement, j'ai fait un plat sur mes pneus et cela a compromis le reste de ma course ». Nico Hülkenberg, septième à huit dixièmes de seconde de son équipier, est content de sa performance, même s'il aurait préféré continuer la course sur une piste humide : « Évidemment un bon résultat pour l'équipe mais je reste un peu frustré par le déroulement de la course parce que les choses n'ont pas tourné en ma faveur aujourd'hui. J'ai vraiment perdu du temps derrière la voiture de sécurité virtuelle, ce qui a permis à beaucoup de voitures de me doubler alors que j'avais déjà pris les intermédiaires […] Quand tout le monde est passé en slicks, c'était beaucoup plus amusant en piste parce qu'il fallait être très prudent au premier virage qui est resté humide très longtemps. J'ai fait un très long relais en pneus médium et, pour les derniers tours, il fallait uniquement tenter de gérer la dégradation et de survivre jusqu'à l'arrivée ». Ces bonnes performances encouragent l'écurie indienne à aller chercher la quatrième place du championnat des constructeurs.
En plaçant ses pilotes aux huitième et dixième places, Toro Rosso accroît son avance sur McLaren Racing à neuf points. Carlos Sainz Jr., qui marque pour la cinquième fois lors des six dernières courses, déclare : « Nous avons eu une très bonne première moitié de course dans les conditions humides et mitigées, nous étions rapides, la voiture avait un comportement incroyable et, à un moment, j'étais sixième. Malheureusement j'ai fait une erreur en arrivant au premier virage. À partir de là, il fallait que je me calme et que je reprenne un peu confiance. Je suis resté concentré et j'ai passé la ligne à la huitième place, un résultat dont nous pouvons être satisfaits même si c'est dommage que nous n'ayons pas pu battre les Force India ». L'Espagnol s'accorde avec Verstappen quant au départ donné sous la voiture de sécurité, qui selon lui, n'aurait dû servir qu'à faire deux tours de repérage des flaques d'eau sur la piste. Daniil Kvyat, qui prend le point de la dixième place, égale son meilleur résultat obtenu depuis son retour au sein de l'écurie en mai et pense avoir fait jeu égal avec Vettel : « Je pense que cette course n'a pas été mauvaise aujourd'hui, nous avons réussi à bien remonter dans le classement, à rester avec Ferrari et à finir dans les points, ce qui était notre objectif. Nous semblions très rapides et en fait je dirai que nous méritions plus de points aujourd'hui. C'est bon signe après une très longue période de malchance ! Personnellement, je suis heureux, j'ai enfin eu une bonne journée sur une piste et ça faisait longtemps que je n'avais pas ressenti ça ».

### Écuries hors des points

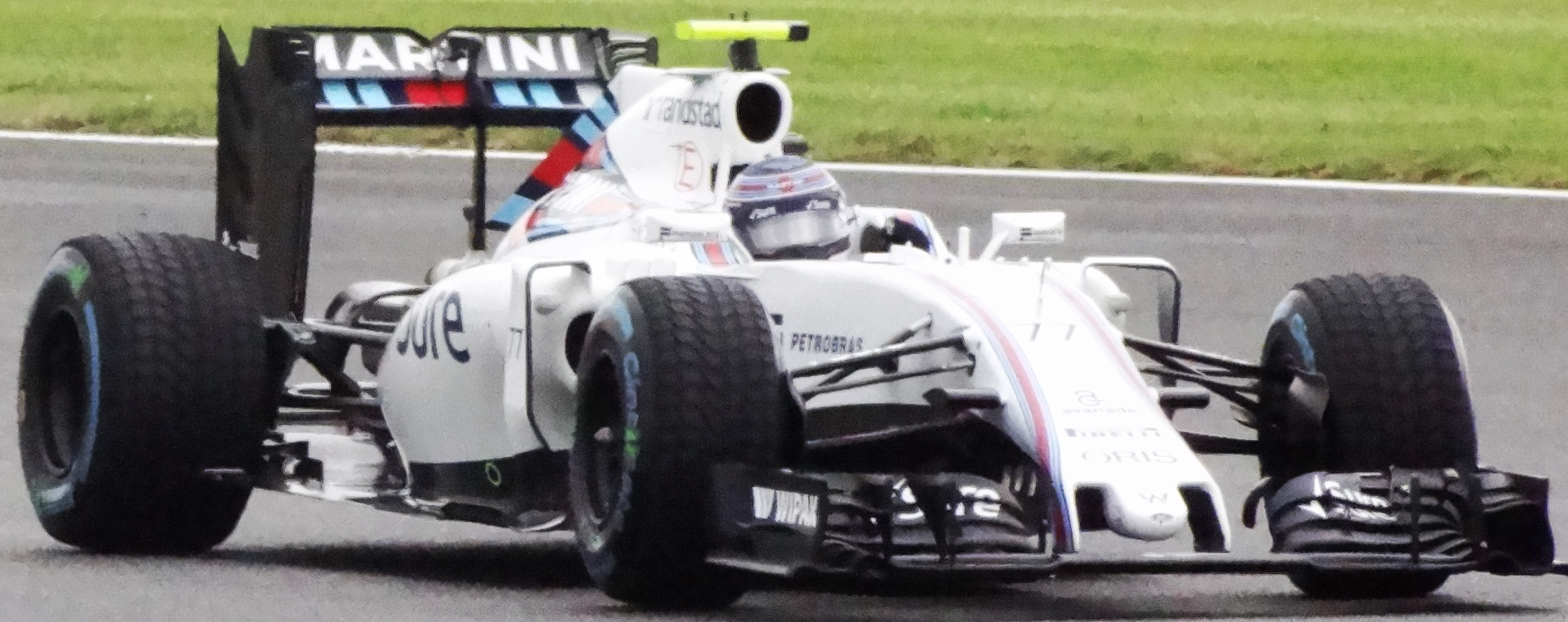
Valtteri Bottas termine hors des points à Silverstone.

Williams F1 Team réalise son pire Grand Prix depuis le début de la saison. Felipe Massa, onzième de la course alors qu'il se battait pour la huitième place lors de son second relais, impute ce résultat à la rapide dégradation des pneumatiques de sa monoplace qui souffre sur piste humide : « C'était une course décevante. Nous avons tenté de nous battre avec beaucoup de voitures durant toute la course mais sur une piste humide c'était très difficile avec le survirage. Nous avons essayé de maintenir le rythme et de garder notre place mais nos pneus se dégradaient beaucoup par rapport aux autres équipes ce qui nous a fait perdre des places et finir hors des points ». Valtteri Bottas, sixième au départ, part en tête-à-queue en début de course et n'a pas été mesure de revenir : « Vraiment une dure journée, l'une de mes pires courses. Sur piste humide, tout se passait plutôt bien, je tenais plus ou moins ma position mais je suis parti en tête-à-queue et j'ai perdu beaucoup de places. Sur piste sèche, je n'arrivais pas à faire fonctionner les pneus. Cela m'a pris beaucoup de temps de les mettre en température et de trouver le rythme. Je suis désolé pour l'équipe car à cause de mon erreur, nous avons perdu des points ».

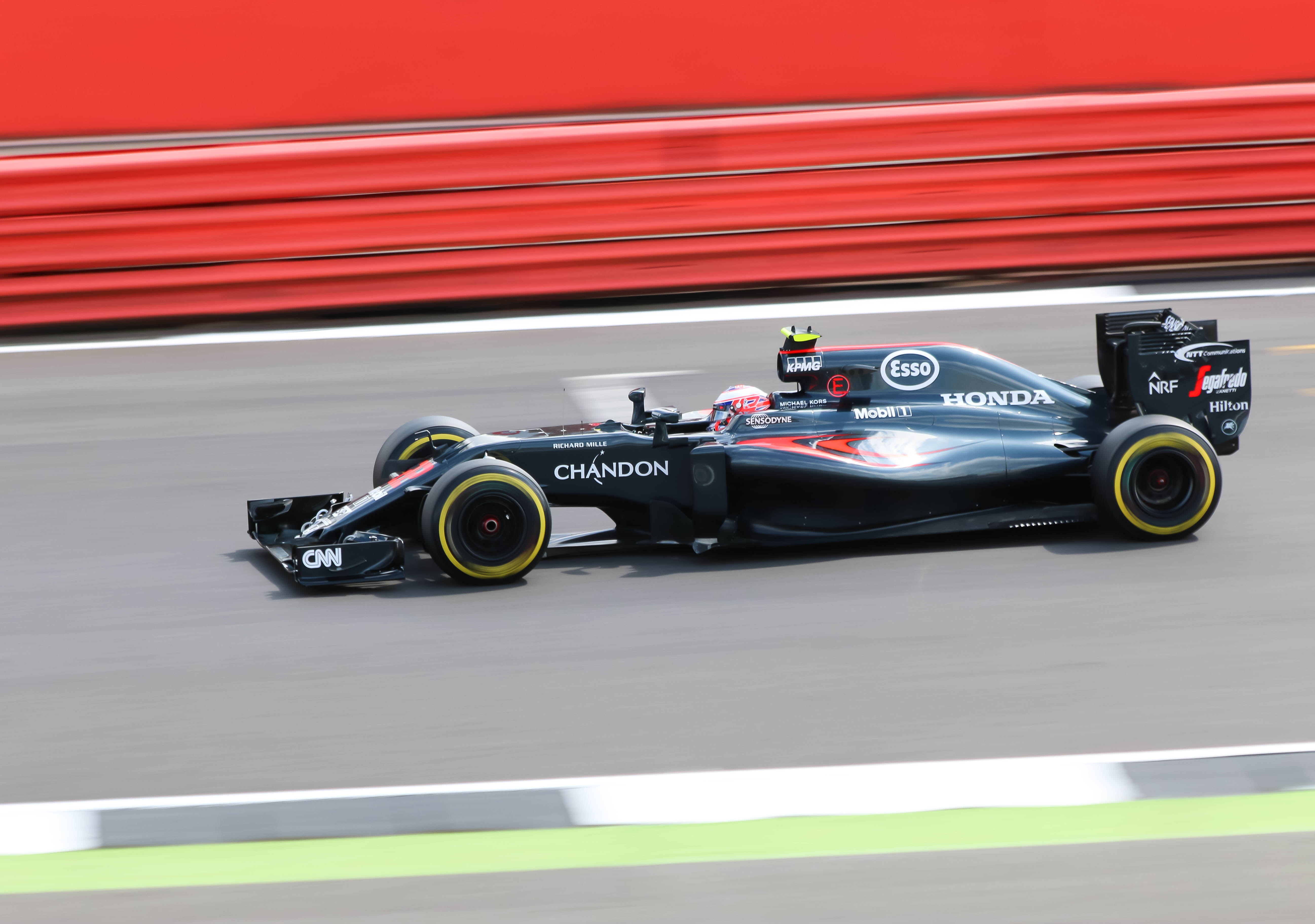
Jenson Button termine douzième de son Grand Prix national.

Pourtant habitué à viser régulièrement les points cette saison, les deux pilotes McLaren ont terminé à un tour de Lewis Hamilton. Pour Jenson Button, douzième, son Grand Prix a été sérieusement compromis par sa mauvaise qualification : « Quand la voiture de sécurité est rentrée aux stands, tout le monde s'est arrêté pour prendre les intermédiaires, donc j'ai décidé de faire l'inverse, ce qui était bien parce que j'ai doublé quelques voitures. Pour le deuxième arrêt, c'était mieux de s'arrêter tôt que tard mais j'ai été coincé derrière Valtteri, donc je suis resté en piste un tour de plus. Ma course n'a pas été facilité par ma dix-septième place sur la grille. […] Je ne pouvais vraiment pas me rapprocher des voitures de devant parce que nous ne sommes pas encore vraiment assez performants pour gagner suffisamment de places en course ». Le Britannique est l'un des seuls à défendre le choix de donner le départ sous la voiture de sécurité, arguant qu'il y avait beaucoup d'eau stagnante. Fernando Alonso, treizième, n'est pas fier de la performance de son écurie : « Nous aurions probablement pu prendre un ou deux points avec ma voiture mais c'est difficile de dépasser n'importe quelle voiture avec la puissance que nous avons actuellement, alors je dois inventer des endroits comme le virage no 1 ou le virage no 2 et je suis sorti. […] Nous n'avions pas le rythme pour terminer dans les points, c'est comme ça. Nous étions proches, particulièrement quand le circuit était détrempé, je crois que nous étions un peu plus rapides. Ensuite, quand la piste a séché, nous avons eu du mal mais il y avait du monde très compétitif devant, comme les Williams, les Force India, les Toro Rosso… ». Le double champion du monde estime en outre que son écurie n'a pas été suffisamment audacieuse concernant la stratégie de course, en effectuant un arrêt au stand anticipé ou tardif.
Après avoir été autorisé à prendre le départ de la course, Marcus Ericsson abandonne au bout de quelques tours sur un problème électrique. Le Suédois explique n'avoir eu aucun mal à piloter malgré les légères séquelles de son accident : « J’ai quelques bleus, un peu mal à la tête et quelques parties de mon corps me font mal. Le plus important est d'avoir fait tous les examens hier, ce qui explique pourquoi nous sommes allés à l'hôpital pour tout vérifier. Il n'y avait rien de cassé, ce qui est le principal. Je me suis bien senti dans la voiture. Il n'y avait aucun problème pour conduire. Pour être honnête, c'est toujours impressionnant de voir la sécurité dans ces voitures et sur les pistes parce qu'avec un choc comme celui-ci, un impact comme celui-ci, c'est toujours assez incroyable de pouvoir marcher hors de la voiture. […] Il ne restait rien de la voiture hier. Ils ont dû reconstruire une voiture totalement nouvelle en vingt-quatre heures et c'était un travail très impressionnant ». Felipe Nasr, sur l'autre Sauber, termine au quinzième rang : « C'était une bonne course pour moi en gardant à l'esprit que je suis parti à l'arrière du plateau. Dans l'ensemble, nous avons fait au mieux avec la voiture tout comme avec la stratégie. J'ai eu une bonne compréhension des conditions de piste, donc nous nous sommes arrêtés au bon moment. Au début j'avais un bon rythme en pneus médium mais ensuite la piste s'est complètement asséchée et les chronos ont été déterminés par les performances de notre voiture. Nous voulons nous battre pour les points ».
Haas F1 Team ne voit elle aussi qu'un de ses deux pilotes rallier l'arrivée, Romain Grosjean abandonnant en début de course sur un problème de transmission : « C'est un problème technique sur le train arrière. Je me suis retrouvé entre deux rapports. […] On n'avait pas de rythme en pneus intermédiaires mais en slicks c'était un peu mieux. J'avais prévu d'aller au bout avec ». Esteban Gutiérrez, seizième, déclare avoir perdu beaucoup de temps lors de son premier arrêt, ce qui s'explique par une panne de courant survenu après l'abandon du Français dans le garage de l'écurie américaine, d'après Günther Steiner : « Nous avons eu une panne de courant, tout s'est éteint et nous n'avions plus aucune donnée. Dans un cas pareil, on ne peut plus se concentrer sur la voiture et on essaie de récupérer la télémétrie. Nous avons perdu un peu de temps parce qu'Esteban s'est arrêté aux stands un tour en retard. Nous ne pouvions pas communiquer correctement parce que nous n'avions plus ni GPS, ni radio, et ensuite la transmission de Romain a lâché. Les systèmes se sont éteints puis nous avons trouvé ce qui se passait avant de les rallumer. Nous avons dû passer entre six et dix tours sans électricité et les ingénieurs ont commencé à paniquer sans leur télémétrie. Quand ce genre de chose se produit en pleine course, il faut que les voitures restent en piste parce que nous ne pouvons pas leur demander de s'arrêter sans la télémétrie ! Les pilotes ne s'en sont pas aperçus, ils n'ont pas su que nous ne savions plus rien de leurs voitures parce que le GPS ne marchait plus ».

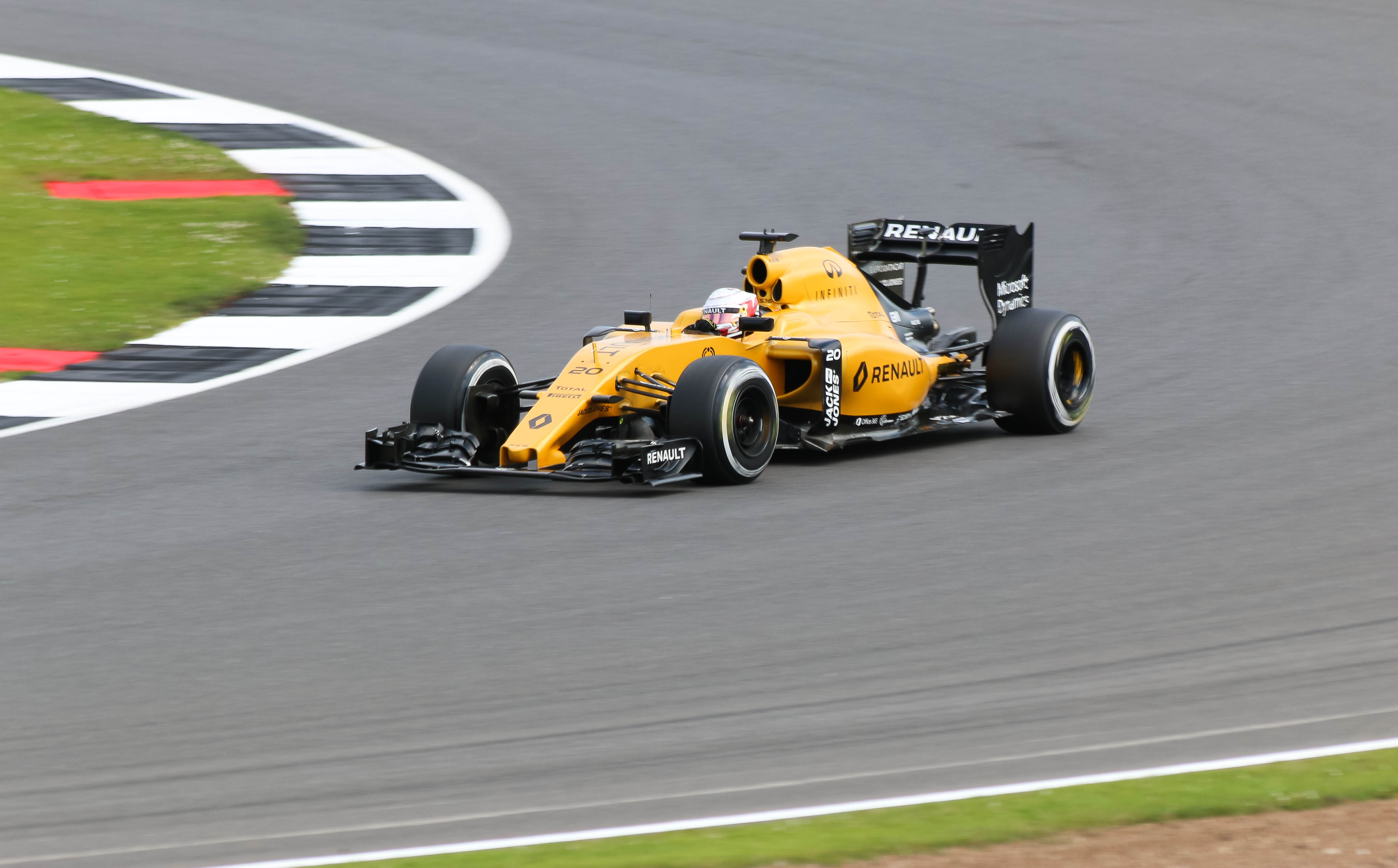
Tout comme Jolyon Palmer, Kevin Magnussen abandonne sur un problème de boite de vitesses.

Renault F1 Team essuie un double abandon, ses pilotes étant trahis par leur boîte de vitesses. Pour Jolyon Palmer « le résultat d'aujourd'hui n'est pas celui que je voulais pour ma course à domicile. Cela allait plutôt bien en pneus pluie au début avant un bon arrêt pour passer les intermédiaires. […] Quand je me suis arrêté pour mettre les slicks, j'ai eu le feu vert pour repartir mais ce n'était pas fini à l'arrière-droit alors que j'avais quitté mon emplacement. Dès lors, j'ai perdu environ une minute avant d'écoper d’une pénalité de dix secondes pour un départ des stands dangereux. Ce qui s'est produit est dommage mais cela peut arriver à tout le monde dans l'allée des stands. En raison d'une étrange sensation avec la boîte de vitesses, nous avons définitivement abandonné, plus par précaution qu'autre chose puisque nous pointions déjà à deux tours ». Kevin Magnussen, bloqué en fond de grille avant d'abandonner lui aussi par précaution, évoque les problèmes de sa voiture sur piste humide : « La piste était très glissante en première partie de course et l'équilibre était difficile à trouver en raison des endroits humides ».
Manor Racing, qui a fêté son premier point la semaine passée, a vécu son premier double abandon depuis ses débuts, ses deux pilotes finissant leur course dans les graviers en raison d'une mauvaise appréciation de l'humidité de la piste. Pascal Wehrlein part ainsi en aquaplanage au premier virage après un tour en pneus intermédiaires et Rio Haryanto sort de la piste 20 tours plus tard au même endroit.

### Essais privés de Silverstone les 12 et 13 juillet

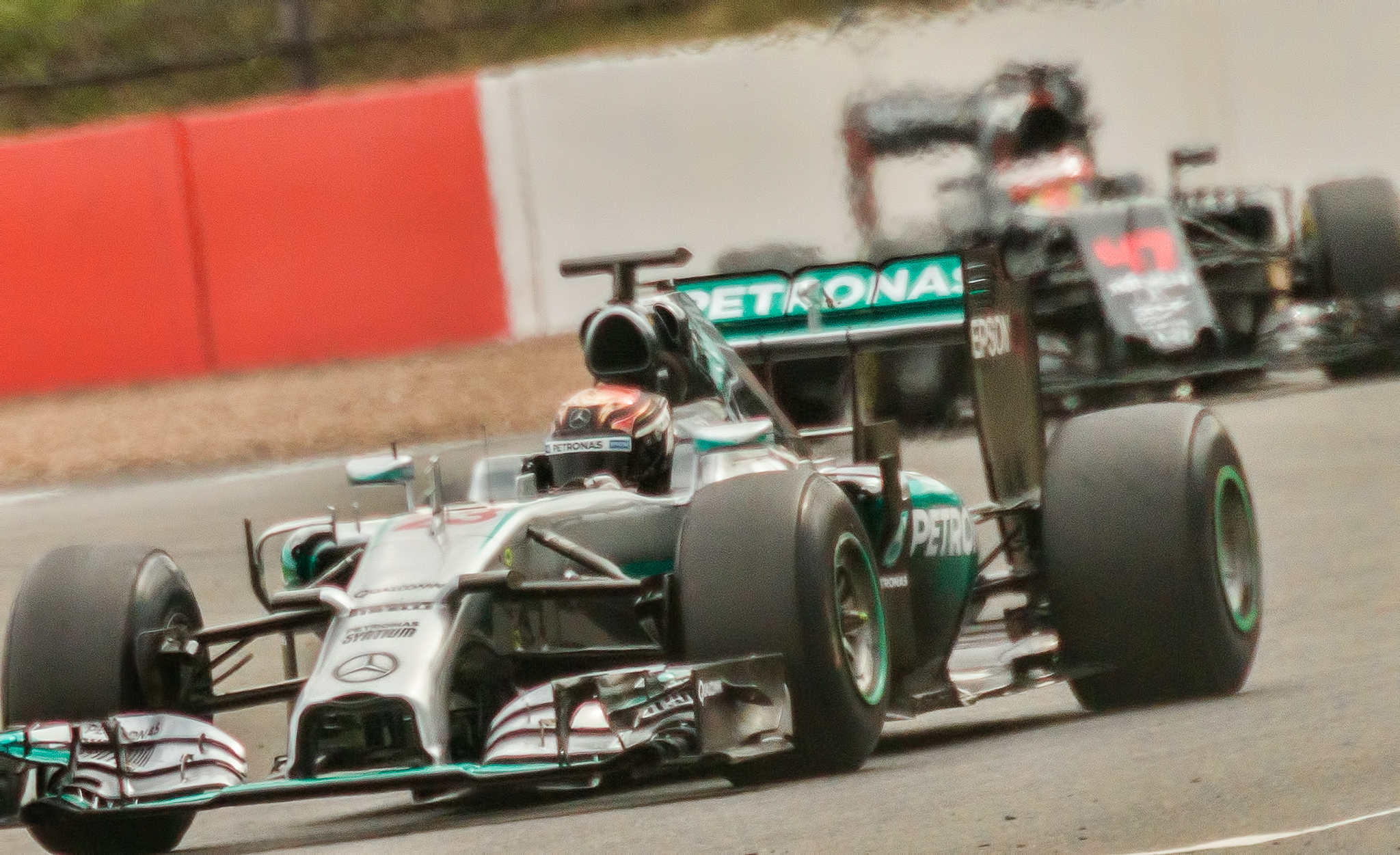
Pascal Wehrlein, sur Mercedes, teste les nouvelles gommes Pirelli en vigueur en 2017.

Le surlendemain, deux journées d'essais privés sont organisées à Silverstone, lors desquelles la plupart des écuries engagent leurs pilotes-essayeurs. Seule Sauber, dont ses nouvelles pièces ne sont pas encore prêtes et dont la situation financière est très précaire, ne participe pas à ces essais.
Lors de la première journée, Fernando Alonso réalise le meilleur temps en 1 min 31 s 290, devançant d'une seconde et demi le Français Esteban Ocon (Mercedes). À plus de trois secondes du temps de référence, se trouvent le Britannique Alex Lynn (Williams), le Monégasque Charles Leclerc (Ferrari), le Russe Nikita Mazepin (Force India), Carlos Sainz Jr., l'Américain Santino Ferrucci (Haas), Pascal Wehrlein (qui roule avec la Mercedes AMG F1 W05 Hybrid de 2014 équipée des pneus en vigueur en 2017), Rio Haryanto, le Russe Sergey Sirotkin (Renault) et le Français Pierre Gasly qui teste une Red Bull RB12 équipée du Halo.
Le lendemain, Kimi Räikkönen améliore le meilleur temps de la veille, en 1 min 30 s 665, devant Ocon, Gasly et Mazepin à moins d'une seconde. Le Belge Stoffel Vandoorne (McLaren), Valtteri Bottas, Ferrucci, Jolyon Palmer, le Brésilien Sérgio Sette Câmara (Toro Rosso), le Britannique Jordan King (Manor) et Wehrlein ferment la marche.

## Classements généraux à l'issue de la course
| Pos. | Pilote            | Écurie               | Points |
| ---- | ----------------- | -------------------- | ------ |
| 1er  | Nico Rosberg      | Mercedes             | 168    |
| 2    | Lewis Hamilton    | Mercedes             | 167    |
| 3    | Kimi Räikkönen    | Ferrari              | 106    |
| 4    | Daniel Ricciardo  | Red Bull-TAG Heuer   | 100    |
| 5    | Sebastian Vettel  | Ferrari              | 98     |
| 6    | Max Verstappen    | Red Bull-TAG Heuer   | 90     |
| 7    | Valtteri Bottas   | Williams-Mercedes    | 54     |
| 8    | Sergio Pérez      | Force India-Mercedes | 47     |
| 9    | Felipe Massa      | Williams-Mercedes    | 38     |
| 10   | Romain Grosjean   | Haas-Ferrari         | 28     |
| 11   | Nico Hülkenberg   | Force India-Mercedes | 26     |
| 12   | Carlos Sainz Jr.  | Toro Rosso-Ferrari   | 26     |
| 13   | Daniil Kvyat      | Toro Rosso-Ferrari   | 23     |
| 14   | Fernando Alonso   | McLaren-Honda        | 18     |
| 15   | Jenson Button     | McLaren-Honda        | 13     |
| 16   | Kevin Magnussen   | Renault              | 6      |
| 17   | Stoffel Vandoorne | McLaren-Honda        | 1      |
| 18   | Pascal Wehrlein   | Manor-Mercedes       | 1      |

| Pos. | Écurie               | Points |
| ---- | -------------------- | ------ |
| 1er  | Mercedes             | 335    |
| 2    | Ferrari              | 204    |
| 3    | Red Bull-TAG Heuer   | 198    |
| 4    | Williams-Mercedes    | 92     |
| 5    | Force India-Mercedes | 73     |
| 6    | Toro Rosso-Ferrari   | 41     |
| 7    | McLaren-Honda        | 32     |
| 8    | Haas-Ferrari         | 28     |
| 9    | Renault              | 6      |
| 10   | Manor-Mercedes       | 1      |

## Statistiques
Le Grand Prix de Grande-Bretagne 2016 représente :
- la 55e pole position de Lewis Hamilton[97] ;
- la  47e victoire de  Lewis Hamilton[98] ;
- la 54e victoire de Mercedes en tant que constructeur[99] ;
- la 140e victoire pour Mercedes en tant que motoriste[100].

Au cours de ce Grand Prix :
- Kimi Räikkönen prend son 100e départ en Formule 1 au volant d'une Ferrari ; Michael Schumacher (179 départs), Felipe Massa (139 départs) et Rubens Barrichello (102 départs) sont encore devant lui[101],[102] ;
- Max Verstappen, deuxième du Grand Prix, est élu « Pilote du jour » lors d'un vote organisé sur le site officiel de la Formule 1[103] ;
- Nigel Mansell (187 départs en Grands Prix, 31 victoires, 32 pole positions, 30 meilleurs tours, 59 podiums, 482 points inscrits et champion du monde de Formule 1 en 1992 avec Williams) est nommé assistant des commissaires de course[104].